# 정조
정조(正祖, 1752년 10월 28일 ~ 1800년 8월 18일, 재위: 1776년 4월 27일(음력 3월 10일) ~ 1800년 8월 18일(음력 6월 28일)는 성(祘), 본관은 전주(全州), 자는 형운(亨運), 호는 홍재(弘齋)다.
11세 때 아버지 장조(사도세자)는 뒤주에 갇혀 죽었으며, 할아버지인 영조가 요절한 효장세자의 양자로 입적해 왕통을 계승하게 했다. 1775년부터 1776년까지 할아버지 영조를 대신하여 대리청정하였다. 1776년 영조의 승하로 즉위하여, 1800년까지 조선의 제22대 국왕으로 재위하였다. 재위 초기 홍국영에게 막강한 실권을 주는 세도 정치를 하였으나, 1780년 홍국영을 실각시킨 뒤로는 친정을 하였다.
즉위 후 정약용, 채제공, 안정복 등 권력에서 배제된 소론과 남인계 인사들을 등용하여 정계로 다시 발탁하는 동시에, 노론 청명당의 원칙론자인 스승 김종수와 이미 사망한 유척기의 문하생들을 각별히 중용하였다. 소론이 생부 장조(사도세자)의 죽음과 연계되었다 하여 특히 노론 벽파와의 갈등이 후일 예술작품의 소재가 되기도 하였으나, 오히려 정조는 벽파의 당수인 심환지 등을 총애하여 측근으로 두었다.
재위 기간 중 왕권 강화를 위한 노력에 치중하였으며, 친위부대인 장용영의 창설과 자신의 저서 《홍재전서》를 비롯한 문집과 법전의 재간행, 수원 화성 축성 등을 추진하였다. 무예와 함께 유학의 각 경전에도 두루 통달하여 경연장에서 신하들을 강의하기도 했다고 한다. 조선 후기의 중흥기를 이끈 대표적인 군주로 평가된다. 하지만 홍국영을 기용하여 측근 가신에 의해 정사가 좌우되는 폐단을 남기기도 하였으며, 승하 직전에 어린 세자가 걱정되어 안동 김씨 김조순의 딸을 세자빈으로 삼았지만 힘이 한쪽으로 기우면서 자충수가 되어 세도 정치의 배경이 되었다. 윤지충 사건(신해박해)이후 노론 벽파의 공세가 강화되자 노론 내 소수파였던 북학파 박지원 등의 문장을 이용하여 문체반정과 같은 필화 사건을 일으켜 반성문을 쓰게 하였다.
또 육의전을 제외한 시정상인의 금난전권을 폐지하는 '신해통공'을 실시하였다.
본래의 묘호는 정종(正宗)으로, 사후 시호는 문성무열성인장효대왕(文成武烈聖仁莊孝大王)이며 존호는 장휘(莊徽), 이후 묘호가 정종에서 정조로 바뀌고 대한제국 때 선황제(宣皇帝)로 추존하고 존호를 더하여 정식 시호는 정조경천명도홍덕현모문성무열성인장효선황제(正祖敬天明道洪德顯謨文成武烈聖仁莊孝宣皇帝)이다.(초계문신제,장용영,신해통공,규장각 설치,문체반정,수원화성 건설)

## 출생

### 출생

정조가 8세에 세손으로 책봉되기 이전 원손(元孫) 시절 큰외숙모에게 쓴 한글 편지

정조는 1752년 10월 28일 영조의 둘째 아들인 사도세자와 혜경궁 홍씨 사이의 둘째 아들로 창경궁의 경춘전(景春殿)에서 태어났다. 형인 의소세자가 3살의 어린 나이로 먼저 요절한 뒤 태어났기 때문에 탄생 당일 영조에 의해 원손(元孫)이 되었다. 의소세자의 장례를 치른지 3년이 지나 세손으로 책봉하였다.
1755년(영조 31년), 영조는 어린 원손이 네살의 어린 나이임에도 총명한 것을 기뻐하였으며 신하들 앞에서 경전을 읽어보도록 하였다. 원손은 신체발부 수지부모 불감(身體髮膚受之父母不敢) 10자를 외고 부모 두글자를 썼다. 영조는 이후로도 여러 차례 원손이 한번 본 사람을 구별하여 가리키는 것이나 글씨를 쓰는 것을 칭찬하였다. 1757년 영조는 직접 자서를 보고 글자를 골라 원손의 이름을 정하였다.
영조는 김종수를 세자의 교리(校理)로 삼아 글을 가르치도록 하였고 1761년 4월 14일(영조 37년 음력 3월 10일) 성균관에 입학하였다.

### 사도세자의 죽음

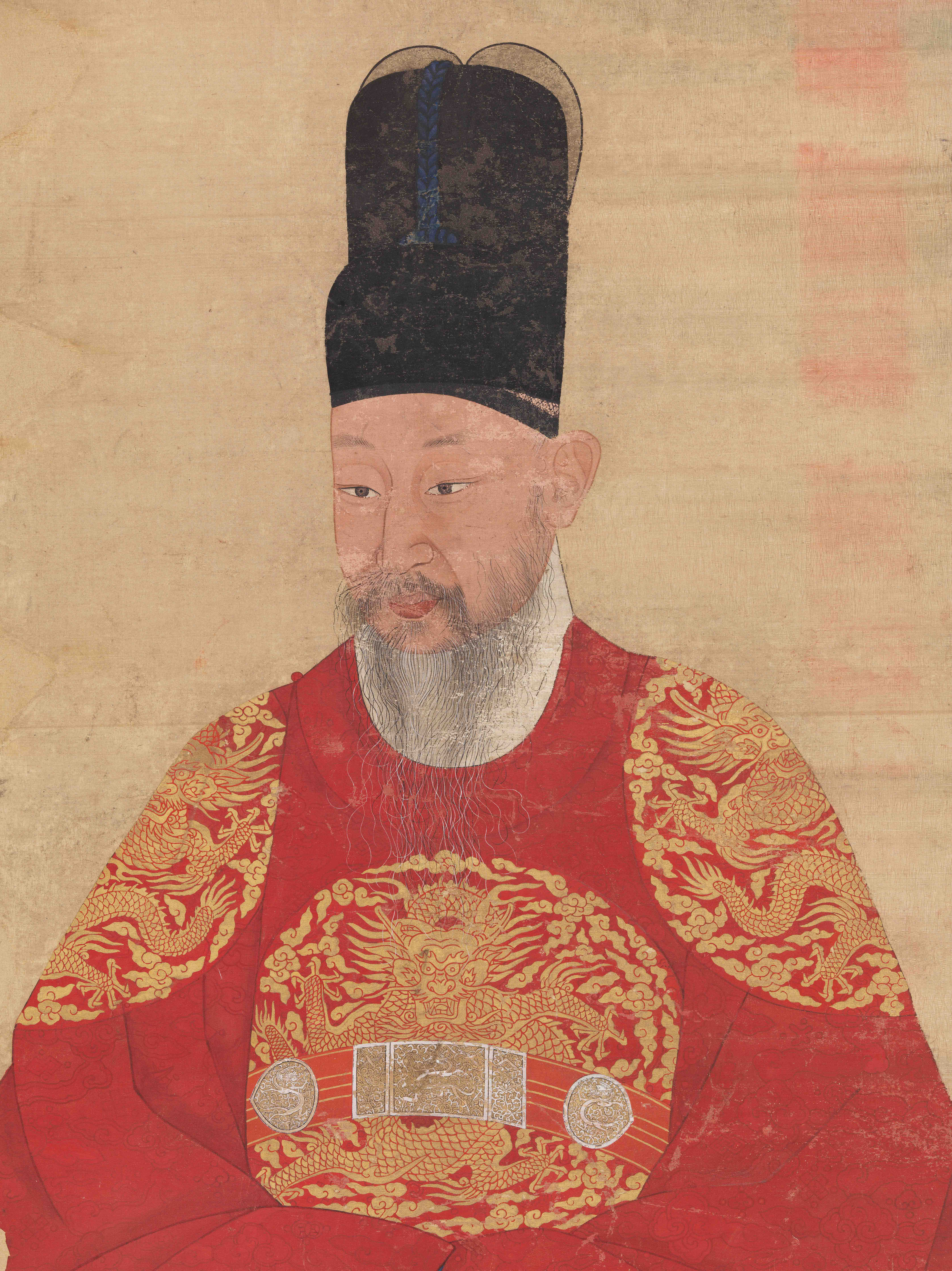
할아버지 영조

정조의 아버지인 사도세자는 1749년(영조 25년)부터 영조를 대신하여 대리청정을 하였다. 당시 세자의 나이는 15세였다. 영조는 세자에게 대리청정을 맡겼으나 그의 일 처리에 대해서는 끊임없이 질책하였고, 임금의 자리를 넘겨주겠다고 짐짓 떠보기도 하여 세자는 홍역을 앓는 와중에도 돗자리를 깔고 사죄하기도 하였다. 정조가 태어난 해인 1752년(영조 28년) 영조는 병중에도 사도세자가 올리는 탕약을 받지 않아 불편한 심기를 드러내었다.
사도세자는 아버지인 영조와의 불화로 심리적인 위기를 겪었다. 장인이었던 홍봉한에게 보낸 편지에서 “극심한 우울증에 시달리고 있으니 남몰래 약을 지어 보내달라”고 요청하기도 하였다. 심리학자 강현식은 사도세자가 우울증이기 보다는 오히려 조증과 함께 감정 통제가 되지 않는 심리 상태를 보였다고 판단하면서 이는 숙종, 영조, 정조 모두에게서 나타나는 집안 내력이라고 보고 있다.
사도세자는 노론이었던 홍봉한 가문을 처족으로 맞이하였지만 대리청정을 하면서 소론에 우호적이었고, 노론과는 충돌을 거듭하여 영조와 불화를 자초하였다. 또한 관서행, 서연 불참, 기녀들과 풍류를 즐기는 등 문제 되는 행동을 많이 했다.
영조 스스로가 경종 시절 노론의 힘을 업고 왕세제(王世弟)가 되어 즉위할 수 있었기 때문에 영조의 탕평책 역시 노론의 입장을 두둔할 수 밖에 없었다.
1762년(영조 38년) 윤5월에 영조는 사도세자를 폐위하고 뒤주에 가두었으며 사도세자는 뒤주에 갇힌지 8일 뒤에 죽었다. 윤 5월 13일 사도세자가 뒤주에 갇히기 직전 무겸선전관 이석문이 어린 세손을 등에 업고, 수문장들을 밀치고 궐내로 들어왔다. 어린 세손은 할아버지 영조에게 아비를 살려줄 것을 청했으나 강제로 끌려나갔고, 윤숙, 권정침 등이 세자 구명을 상소했으나 거절당했다.
영조는 사도세자가 죽은 뒤 그를 복위시키고 사도라는 시호를 내려 장례를 치렀다. 장례를 치른 후 얼마 지나지 않은 8월 26일 사도세자의 장인인 홍봉한은 상소를 올려 사도세자의 죽음이 병때문에 일어난 어쩔 수 없는 일이라 하였고, 영조는 금등고사를 언급하며 더 이상 이일을 언급하지 못하도록 하였다.

### 세손 시절

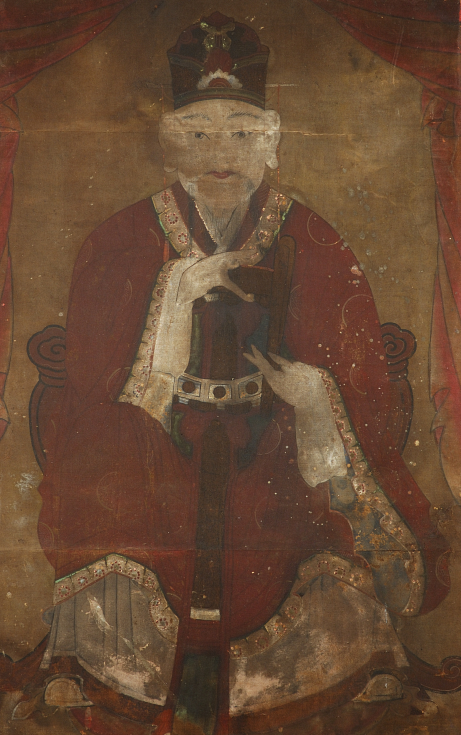
생부 사도세자
(작자 미상의 무속화, 19세기 작)

1761년(영조 37년), 세손은 관례를 치르었다. 관례식에서는 대재학 김양택이 지은 반교문이 낭독되었는데, 나라의 맏손자로서 대통을 이을 사람임을 명심하고 요, 순과 같은 사람이 되라는 당부가 있었다. 1762년 2월 훗날 김시묵의 딸을 세손빈으로 맞아 가례를 올렸으니 뒷날의 효의왕후이다.
1762년(영조 38년), 사도세자가 사망하자 세손의 어머니였던 혜경궁 홍씨(헌경왕후)는 영조에게 세손이 경희궁에 머무를 수 있도록 요청하였다. 당시 혜경궁 홍씨가 창덕궁에 있었으므로 자식과 생이별을 하는 셈이었지만, 아버지가 죄인으로 몰려 죽은 상황에서 세손을 보호하기 위한 방법이었다. 이후 정조는 국왕으로 즉위하는 1776년까지 경희궁에서 살았다.
1764년(영조 40년), 영조는 세손을 요절한 첫 아들 효장세자의 양자로 삼아 왕위 후계자로서의 지위를 유지하도록 하였다. 효장세자는 영조의 맏아들이었으나 아홉살의 나이로 요절하였고, 효장세자의 빈이었던 효순왕후 역시 정조가 태어나기 전인 1751년(영조 27년) 별세하였기 때문에 정조의 양자 입적은 왕위계승권을 유지하기 위한 형식적인 절차였다.

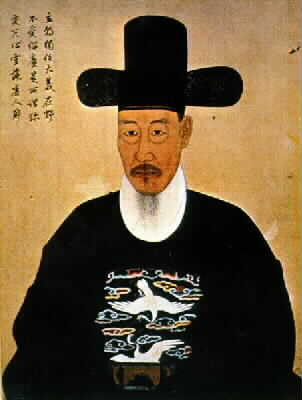
세손시절의 사부의 한사람인 김종수

김종수는 군주는 통치자이면서 동시에 학문적 스승의 역할을 담당해야 한다고 가르쳤다. 이는 군주나 스승 가운데 어느 한쪽만이 아니라 그 둘을 겸함으로써 이른바 군사가 되어야 한다는 뜻이었다. 김종수는 통치자가 바른 학문을 안다는 것은, 군주 자신이 진정으로 학문을 이끌 수 있도록 노력함으로써 가능하다고 교육했다. 즉 이상적 시대인 하, 은, 주 삼대 시절에는 군주가 학문을 이끌었고, 그 이후 시기부터는 신하들이 학문을 이끌었지만, 탕평이 표방된 지금의 시대는 새로운 사회로서의 개혁을 표방하고 있으므로 삼대 시절처럼 다시금 군주가 학문 정치를 이끌 수 있는 실력을 닦아야 한다는 것이었다. 곧, '임금은 통치자이면서 스승'이라는 것이다. 김종수는 군사부(君師父)라 하여 통치자는 통치자이면서 스승의 역할도 겸할 수 있어야 함을 역설하고, 어린 세손에게 만개의 하천을 비추는 밝은 일월처럼 될 것을 강조하였다.
이 임무를 스스로 맡아서 실천에 옮길 때, 임금은 임금으로서, 개인으로서도 큰 뜻을 달성할 수 있다고 건의하였다. 또한 김종수는 군주는 만인을 감싸안아야 한다는 것을 역설했다. 이 건의는 후일 정조에게 깊은 영향을 주었고, 정조는 그의 기대에 적극 부응하였다. 결국 후일 모든 신하들이 정조야말로 군주이면서 동시에 스승이기도 한 위대한 성인이라고 추모할 정도로 효과가 나타났다. 그는 후일 임금으로 즉위한 뒤에도 통치자이면서 아버지이자 스승이 되려 했고, 스스로도 아침 일찍 일어나 책을 읽었다. 정조는 사서오경에서 춘추, 진서, 한서부터 중국의 사서부터 국내의 사서와 한글소설, 의사들이 쓴 의서까지 다양한 책을 읽었다.
김종수의 존재는 본인 사후 정조의 치적을 방해한 역적이라는 평가와 노론 당내에서도 당론을 어기고 홀로 튀는 인물로 몰려 조선 멸망때까지 비판 일색이었지만, 정조에 대한 김종수의 구상, 이미지메이킹은 그의 사후에도 성공적으로 확립되었다. 자신의 이론대로 김종수는 노론 벽파 외에도 노론 시파들 조차도 불경한 뜻을 품은 자들이라며 공박했고, 사도세자(장조)의 신원을 주장하는 영남 남인들과 소론, 노론 시파에 대해서도 역적이라며 줄기차게 공격했다. 김종수는 정조가 세손일 때 노론에서 당론으로 세손을 제거하려 할 때 소수의 노론내 인사들과 이를 극력 반대했으며, 이천보, 유척기 등 소수의 인사들과 함께 소론 등과도 손을 잡고 세손을 지지하였다. 그의 진정성은 세손을 감화시켰다.
세손 시절 정조는 엄격한 관리를 받으며 공부에 열중하였다. 조선시대의 왕과 세자는 정기적으로 유학 강연을 듣고 토론을 하는 학습을 하였는데, 왕이 하는 것은 경연이라고 하였고 세자가 하는 것은 서연이라고 하였다. 세손 역시 사도세자와 같이 서연을 열었고, 서연을 전담하는 세자시강원과 함께 원래는 세자의 호위를 담당하던 기관인 세자익위사의 문관들이 이를 담당하였다. 당시 서연에서 강론된 책은 《효경》, 《소학초략》, 《동몽선습》과 같은 아동용 입문서에서 시작하여 《소학》, 《대학》, 《논어》, 《맹자》, 《중용》의 경서를 강론하고 열살 이후로는 《사략》, 《강목》과 같은 역사서를 별도로 강론하였고 열일곱살에는 《성학집요》, 《주자봉사》와 같은 것을 또 다시 별도로 강론하여 하루에 세 번의 서연을 여는 강행군이었다. 서연은 존현각에서 행해졌고, 주변에 주합루, 관문루, 동이루와 같은 누각들에 책을 비치하여 도서관으로 삼았다. 1774년 정조는 《경희궁지》를 지어 자신이 기거하는 곳과 공부하는 곳에 대한 기록을 남겼다.
정조는 경학 못지 않게 무예의 단련에도 관심을 보였다. 그는 활쏘기를 즐겨 하였는데, 즉위 이후 정조의 활쏘기 결과를 기록한 《어사고충첩》에는 50발을 쏘면 49발을 명중시킨 날이 10번이 넘게 기록되어 있다.
1769년 세손 산은 흥은부위 정재화 등과 함께 기방에 출입했다가 화완옹주, 홍국영 등이 각각 목격했다. 이는 화완옹주, 홍국영 등이 각각 혜경궁 홍씨에게 알렸고, 혜경궁은 친정아버지 홍봉한을 찾아가 어린 세손이 사도세자와 같이 될까봐 염려된다며 사건 수습을 요청했다. 홍봉한은 개입하기를 거절했고, 혜경궁은 단식농성을 했다. 홍봉한이 나서서 기생들을 유배보내고 세손에게 후보고를 한 후 사건을 수습했다. 이는 왕조실록에는 기록되지 않았으나, 혜경궁 홍씨의 한중록에 언급되었다.

### 대리청정
노론 벽파계열이 당론으로 세손을 제거하려 하자 세손은 일거수일투족을 조심하며 신경썼다. 특히 홍국영은 그에게 불리한 자료로 작용할만한 자료, 물건들을 찾아 제거했고, 세손 시절 사부인 김종수는 당론에 맞서며 택군이라며 벽파를 공격했다. 한편 김종수는 외척이 주를 이룬 벽파와는 다른 또 다른 정파 청명당 혹은 청명파를 구성한다. 1772년 청명(淸名, 청렴함과 명예)을 존중하고 공론을 회복해 사림 정치의 이상을 이루려는 노론내 청명류(淸名流)의 정치적 결사체가 드러날 때, 당파를 없애려는 영조는 이들이 오히려 당론을 조장한다고 보고 김종수를 비롯한 조정(趙晸), 김치인(金致仁), 정존겸(鄭存謙), 이명식(李命植) 등을 유배보냈다. 이때 김종수는 경상도 기장현의 금갑도(金甲島)로 유배되었다가 다음 해 방면되었다.
1775년(영조 51년) 봄, 영조는 82세의 나이로 노환에 시달려 정무를 제대로 볼 수 없게 되자 세손에게 대리청정(代理聽政)을 맡겼다. 그러나 세손이 대리청정을 할 경우 입지가 궁색하게 될 것을 염려한 노론 벽파는 이를 극구 반대하였다.
| “ | 임금이 이르기를,“근래 나의 신기(神氣)가 더욱 피로하여 한 가지의 공사를 펼치는 것도 역시 수응하기가 어렵다. 이와 같고서야 만기(萬幾)를 처리할 수 있겠느냐? …… 두 자를 하교하려 하나 어린 세자의 마음을 상하게 할까 두렵다. 청정(聽政)에 있어서는 우리 왕조(王朝)의 고사(故事)가 있는데, 경 등의 의향은 어떠한가?”하니, 적신(賊臣) 홍인한이 앞장서서 대답하기를,“동궁께서는 소론과 노론을 알 필요가 없으며, 이조 판서와 병조 판서를 알 필요가 없습니다. 조정의 일에 이르러서는 더욱이 알 필요가 없습니다.”하였다. 임금이 한참 동안 흐느껴 울다가 기둥을 두드리며, 이르기를,“경 등은 우선 물러가 있거라.”하였다. | ” |
|   | — 조선왕조실록, 영조 125권, 51년 11월 20일(계사) |   |

당시 세자의 나이는 24세였다. 영조는 홍인한을 파직시키고 옥새를 세자궁으로 옮겨 대리청정을 맡겼다. 장조(사도세자)를 죽음으로 몰고갔던 홍계회, 김상로, 정후겸, 김귀주 등 노론 벽파는 정조의 즉위를 어떻게든 막아보려고 시도하였다. 영조는 세손에게 “김상로는 너의 원수이다.”라고 한 바 있다. 이때 세자시강원의 홍국영이 이들을 탄핵하여 세손은 위기를 모면할 수 있었다. 영조 또한 순감군(巡監軍)의 수점권을 세자에게 주어 만약을 대비하였다.

## 즉위 초기

### 아동 정책
정조는 또한 아이들에 대한 정책들을 제시하였다."모든 부모들은 아이들을 임금님을 대하듯이 우러보아야 하며 이는 아이들이 미래를 이끌어가야 할 존재이기 때문이다."라는 이 말은 실천 되고있지 않고 있는 것 같다.

정조는 아이들에게 존댓말을 쓰며 심지어 엎드려 절까지 했다고 한다.
| “ | 과인은 비록 사도세자의 아들이긴 하지만 영조께서 효장세자의 아들로 만들어놓았으니 그것을 그대로 지켜야 한다 | ” |
|   | — 조선왕조 실록, 정조 1권, 3월 10일(신사)                                                                  |   |

정조는 즉위식을 연 바로 그날 자신이 사도세자의 아들임을 천명하였다. 정조의 이런한 천명은 죄인지자 불위군왕(罪人之子 不爲君王, 죄인의 아들은 임금이 될 수 없다)는 여덟자 흉언(凶言)을 유포시키던 일부 노론 벽파 측에 정면으로 대응한 것이었다. 정조는 양아버지인 효장세자를 진종으로 추숭하고 생부인 장조(사도세자)의 존호를 장헌(莊獻)으로 추숭하였다. 그러나, 생부를 장헌으로 추숭하는 것은 “오직 종천(終天)의 슬프고 사모하는 마음을 나타내려고 한 것일 뿐” 이라고 말하며 더 이상 생부의 추도사업을 할 뜻이 없음을 함께 내비쳤다. 이는 당시 정부를 장악하고 있던 노론과 첨예하게 대립하지는 않겠다는 의미였다. 정조는 아버지의 죽음에 관여한 정후겸과 홍인한을 유배보내었다가 사약을 내려 죽이는 것으로 이 문제를 일단락 지었다. 신하들은 정조의 외할아버지가 되는 홍봉한의 사형도 요구하였으나 어머니 현경왕후가 단식을 하며 반대하여 그만두었다.
장조(사도세자)의 추숭과 복권은 정조의 오랜 숙원이었으나 진행이 쉽지는 않았다. 세자 시절 대리청정을 시작하며 정조는 장조(사도세자)의 묘를 배알하고 영조가 장조(사도세자)를 죽인 “임오년 처분”에 대해 어떠한 언급도 하지 않을 것이라는 상소를 올렸고, 영조 역시 이 일을 언급하는 자는 왕법으로 처단하라는 유훈을 남겼다. 정조 즉위 직후 노론 측이 장조(사도세자) 문제를 거론하며 재조사를 요구하자 정조는 홍국영을 앞장세워 이들을 사형에 처했다. 이 일로 정조는 소론이 장악하고 있는 조정에서 그들의 의구심을 풀 수 있었지만, 사실상 정적인 노론 벽파를 견재할 수단을 잃은 셈이었다. 정조가 장조(사도세자)의 묘를 옮기고 다시 추숭사업을 시작한 것은 그 뒤로 13년이 흐른 뒤였다.

### 정유역변
1777년(정조 1년) 7월, 괴한이 경희궁에 침입하자 정조는 창덕궁으로 거처를 옮겼다. 그러나 8월에 다시 괴한이 침입하다 잡혔는데 조사 결과 정조의 외척인 홍상범, 홍계능 등이 유배되어 있던 홍술해와 모의하여 반정을 꾀한 것이 드러났다. 홍국영이 이 사건을 책임지고 처리하였다. 홍국영은 이들이 추대한 은전군을 자진하도록 조치하고 홍술해, 홍상범에게는 사형을 내렸으며, 홍계능은 고문을 받다가 죽었다. 정후겸의 양모인 화완옹주는 교동으로 유배되었다. 이렇게 하여 정조 즉위 1년 안에 즉위에 반대하였던 세력은 정순왕후의 오라비인 김귀주만이 무사하였을 뿐 모두 제거되었다.

### 홍국영의 득세와 몰락
정조는 홍국영을 특별히 발탁하여 동부승지로 삼았다가 다시 도승지로 올렸고 임금의 호위를 위한 숙위소를 설치하여 홍국영을 숙위대장에 임명하였다. 전례가 없던 이러한 조치로 홍국영은 막강한 실권을 쥐게 되었다. 홍국영은 정조의 신임을 업고 모든 정사에 관여하여 삼사의 소계, 팔도의 장첩, 묘염, 전랑 직의 인사권 등을 모두 총괄하였고 이에 따라 백관들은 물론 8도감사나 수령들까지도 그에게 머리를 숙이게 되었다. 홍국영의 이러한 득세는 실권을 쥔 세도 정치의 시작으로 평가된다.
정조는 세자 시절부터 늘 신변의 위협을 느끼고 있었다. 정조는 즉위 초기 반대 세력에 둘러쌓여 있었기 때문에 홍국영에게 의지할 수 밖에 없었다. 1776년(정조 즉위년) 6월 23일 정후겸과 홍인한의 수하였던 윤약연, 홍지해 등을 친국하면서 소론이 홍국영을 제거하려고 한 시도에 대해 세자시절 “옷을 벗지 못하고 자는 수가 또한 몇 달인지를 알 수 없었으니, 저궁의 고립과 위태함이 어떠했고 국가 사세의 간난(艱難)함이 어떠했겠는가?”라며 오직 홍국영이 자신을 보호하였다고 언급하면서 “홍국영에 있어서는 궁료(宮僚)로 있을 때부터 임금의 몸을 보호해와 한쪽 손으로 하늘을 떠받치는 공로가 있었으니, 무릇 이 사람을 장해(狀害)하려는 흉계를 하는 사람은 곧 우익을 제거해 버리려는 흉심이 있는 것이다. 즉조(卽祚)한 이후 …… 오직 이 하나의 신하를 의지하여 믿고 있는데 기필코 장살하고야 말려고 하니, 마음 속에 생각하고 있는 바가 장차 어느 지경까지 가려는 것인가?”라고 하여 홍국영에 대한 신임을 보였다.
그러나 홍국영은 사사로운 관계에 따라 인사를 전횡하는가 하면, 영조의 계비이자 정조에게는 할머니가 되는 정순왕후가 독단적인 한글 전교를 통해 후궁을 간택한다고 하자 자신의 누이를 원빈으로 들이는 등 무리한 권력 강화를 시도하였다.
홍국영 몰락의 직접적 원인은 확실하지 않다. 원빈이 왕비에 의해 독살되었다고 믿어 이를 보복하려고 왕비의 음식에 독약을 넣다가 발각되었다는 이야기가 전한다. 그러나, 홍국영 몰락의 근본적인 원인은 자신이 지나치게 권력을 탐한 것과, 외척이 정치에 관여하는 것을 억제하는 정조의 정책에 반해 스스로가 외척이 된 것을 들 수 있을 것이다. 현경왕후는 《한중록》에서 원빈이 죽자 홍국영이 효의왕후를 의심하여 내전의 나인을 함부로 국문하였다고 기록하고 있고, 은언군의 아들 상계군 담(憺)을 앞세워 왕위계승권에 관여하려 한 것도 정조가 홍국영을 축출한 원인이 될 것이다.
1779년(정조 3년) 홍국영은 도승지를 사임하였고 정조는 홍국영에게 백마와 금전을 선물로 주며 낙향시켰다. 홍국영은 낙향한 이후 탄핵 상소가 이어져 강원도 횡성과 강릉 등지로 방출되었다가 1781년(정조 5년) 사망하였다. 정조는 홍국영의 사망 소식을 듣고, “이 사람이 이런 죄에 빠진 것은 참으로 사려(思慮)가 올바른 데 이르지 못한 탓이다. 그가 공을 세운 것이 어떠하였으며, 내가 의지한 것이 어떠하였었는가? 처음에 나라와 휴척(休戚)을 함께한다는 것으로 지위가 중하지 않으면 위엄이 서지 않았기에 권병(權柄)을 임시로 맡겼던 것인데, 그가 권병이 너무 중하고 지위가 너무 높다는 것으로 조심하고 두려워하며 스스로 삼가는 방도를 생각하지 않고서 오로지 총애만을 믿고 위복(威福)을 멋대로 사용하여 끝내는 극죄(極罪)를 저지르게 된 것이다. 돌이켜 생각하건대, 이는 나의 허물이었으므로 이제 와서는 스스로 반성하기에 겨를이 없으니, 무슨 말을 할 수 있겠는가?”라며 스스로를 탓하였다.

### 왕권강화와 정치개혁

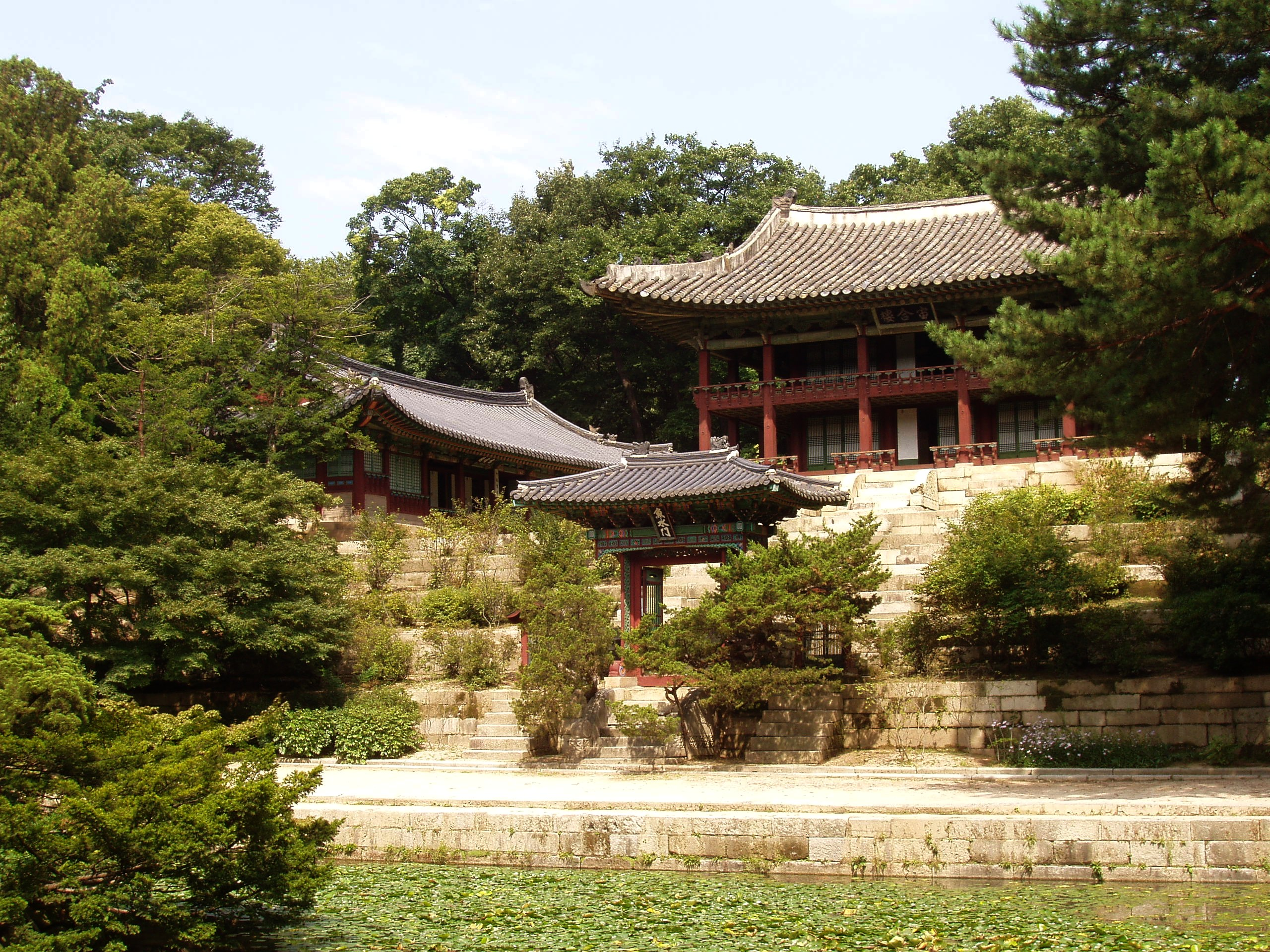
규장각

정조는 홍국영의 실각 후 탕평책을 바탕으로 직접 정치를 이끌었다. 그러나 집권 초기 반대파에 둘러쌓여 있던 정조에게는 친위세력이 없었다. 정조는 자신의 뜻에 따를 문신을 육성하기 위하여 규장각을 설치하는 한편 군영을 개혁하여 국왕의 병권을 강화하려고 하였다.

#### 규장각
정조는 즉위 후 창덕궁 후원에 영조의 글, 어진, 유품 등을 모아 보관할 건물을 짓고 규장각이라고 하였다. 규장(奎章)은 28수의 규성(奎星)에서 이름을 딴 것으로, 규성은 문장(文章)을 관할한다고 여겨져 왔다. 규장각은 선대 왕의 유품을 보관하는 왕실박물관이자 왕실도서관으로서 중국의 사신이 가져온 선물도 이곳에 보관하였다. 세조와 숙종도 규장각을 설치한 적이 있다. 규장각에는 두 명의 제학(提學)과 두 명의 직제학(直提學)을 두었는데, 제학에는 황경원, 이복원을 임명하였고 직제학으로는 홍국영과 유언호를 임명하였다. 네 사람 모두 시파로 정조의 정책에 호응하는 사람이었을 뿐만 아니라 홍국영을 관여케 한 점으로 보아 규장각 설치가 처음부터 단순한 도서관이 아니라 왕권강화를 위한 친위세력 형성에 목적이 있었음을 알 수 있다.
1779년(정조 3년) 규장각에는 이덕무, 유득공, 박제가, 서이수 등 네 명이 검서(檢書)로 임명되었다. 이들은 모두 서류(庶類) 신분이었고, 정조는 이들을 발탁한 이유로 “이덕무, 박제가 등은 문장은 마음에 들지 않지만, 이들의 처지가 남과 다르기 때문에 스스로 능력을 드러내도록 돕고자 한 것이다”라고 하였다.
1781년(정조 5년) 규장각은 내각과 외각으로 확대 개편하였고, 남인에 속한 채제공을 규장각 제학으로 임명하면서 남인을 중용하였다. 채제공은 이후 우의정에 임명되어(1788년, 정조 12년) 정조의 최측근이 된다. 창덕궁에 자리잡은 내각 외에 강화도에 규장각 외각을 설치하여 왕실의 책들을 보관하는 한편, 제학과 직제학 이외에 직각(直閣)과 대교(待敎)를 한 명씩 더 두어 모두 6명의 각신(閣臣)을 두었다. 각신들은 승지 이상의 대우를 받고, 아침 저녁으로 왕을 문안하였으며, 왕과 신하가 대화를 할 때 배석하여 대화를 기록하는 역할도 담당하였다. 따라서 규장각은 기존의 홍문관, 승정원, 춘추관, 종부시 등에서 하던 역할을 겸하는 핵심적인 기관이 되었다.
정조는 초계문신(抄啓文臣)제도를 두어 규장각에서 교육을 담당하게 하였다. 초계는 본래 의정부에서 학문적 재능이 있는 젊은 인재를 발탁하여 보고하는 제도인데, 정조는 37세 이하의 당하관을 초계문신이라 칭하고 규장각에서 학문을 연마하도록 하였다. 이들은 40세가 되면 실제 국정에 참여하였는데, 정조 재위기간 동안 초계문신이 된 사람은 모두 138명에 이른다. 초계문신 가운데 대표적인 인물로는 정약용, 정약전 형제와 체재공의 아들인 채홍원이 있다. 정조는 초계문신이 배워야할 학문의 강목을 규정하고 정기적으로 시험을 보게 하였다. 이 외에도 규장각에서는 《좌전》을 비롯한 여러 도서를 발간하여 정치와 학문의 중심지가 되었다.
규장각의 권한이 커지고 실제 정조의 친위세력으로 등장하자 반대파의 반발 역시 끊임 없이 제기되었다. 1782년(정조 6년), 이택징은 상소를 올려 규장각의 각신은 임금의 사사로운 신하이지 조정의 신하가 아니며 일이 비밀스럽게 진행되고 경비를 많이 쓴다고 비판하였다. 이에 정조는 세손 시절부터 외척이 발호하여 자신을 해치려 하였기에 이를 원천적으로 차단하고, 규장각에서 인재를 살펴 사대부를 가려뽑아 직책에 발탁하고 퇴폐한 문풍을 진착시키기 위해 규장각을 운용한 것이니 결코 폐지할 수 없다고 답하였다. 이는 규장각의 설치가 근위세력 육성임을 천명한 것이다.
한편, 규장각의 검서와 초계문신 가운데는 당대에 실학을 주장한 문인들로 북학파나 남인 실학자들이 많았지만, 정조는 이들의 문체나 사상에 공감하지는 못하였다. 정조는 새로운 문체로 지어진 글들을 잡스럽다고 비판하였고, 문체반정을 통해 옛 문체를 지키지 않은 글을 쓴 문인들에게 자송문(반성문)을 지어 올리라고 명령하였다. 그러나, 박제가는 자송문을 지어 올리라는 이덕무의 권유에 “학식이 높지 않은 것은 분명 제 잘못이나 남과 다른 것은 제 잘못이 아닙니다. 음식으로 비유하면 …… 소금과 매실에게 왜 너희는 기장과 좁쌀과 같지 않느냐하고 책망하면 …… 이로 인해 천하의 맛있는 음식은 모두 사라지고 말 것입니다.”라고 답하여 불만을 드러내었고, 당시 재야에 있었으나 박제가 등과 교류가 깊었던 박지원은 “견책을 당한 사람이 새로 글을 지어 이전의 잘못을 덮을 수 없다”며 끝내 자송문을 쓰지 않았다. 정조가 규장각을 통해 진작시키고자 한 것은 새로운 학문이 아니라 성리학에 기반한 옛 사상의 부흥이었던 것이다.

#### 장용영

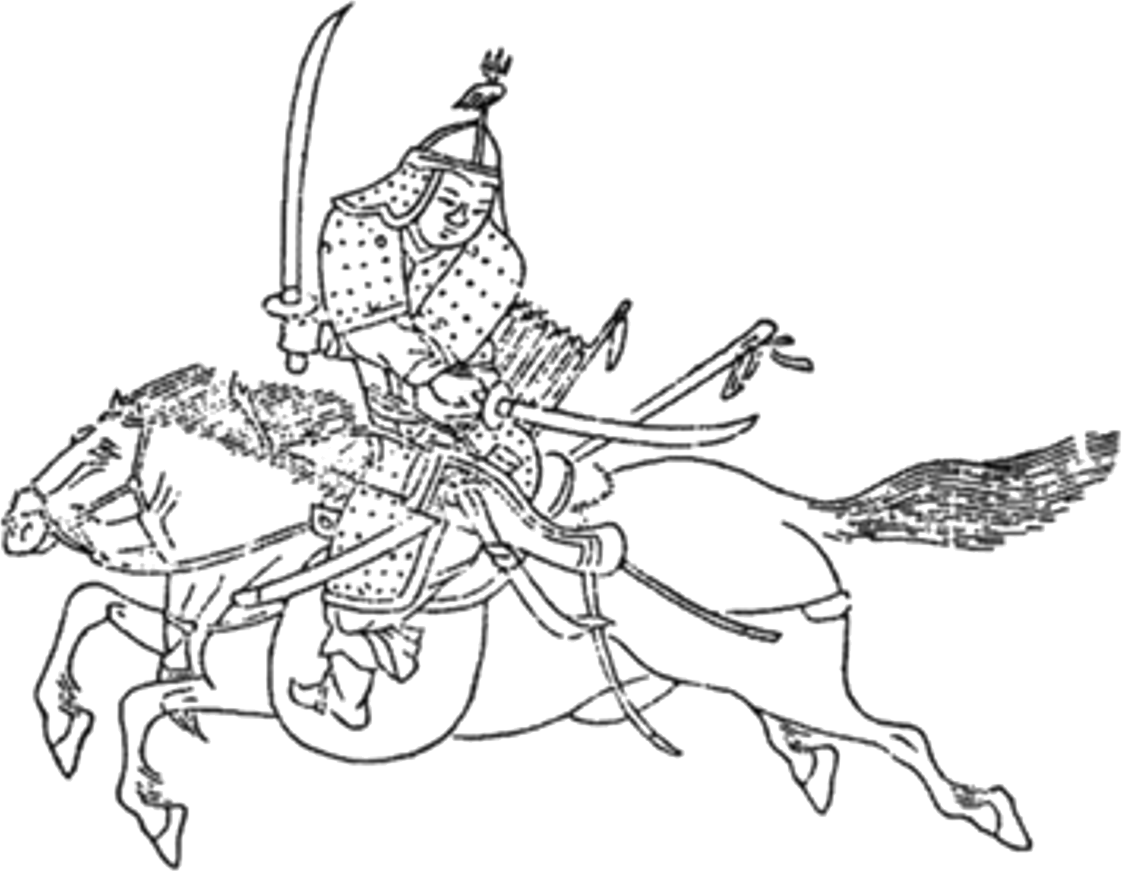
《무예도보통지》의 삽화

"없는 군사는 도태시키고 낭비되는 군량은 줄여 나가야 한다"고 주장하여 새롭게 장용영을 세우는 대신 기존의 5군영에서 수어청과 총융청의 폐지를 관철시키는 한편, 군영의 장군 임명은 병조판서를 통해 임금이 재가하도록 하여 군 인사권에 대한 국왕의 통제권을 강화하였다. 기존의 5군영은 외척을 비롯한 여러 권신들에게 장악되어 있었고 인사권 또한 사실상 임금에게 있지 않았기 때문에 정조는 이를 일원화하고자 하였으나 창설의 목적과 규모가 서로 달라 이를 통합하기가 쉽지 않자 새롭게 군영을 만들게 된 것이다.
정조는 《병학통》을 직접 지어 군사 훈련을 중요시 하였고, 정기적인 훈련을 감독하는 한편 직접 군사를 지휘하기도 하였다. 30 명에서 출발한 장용영은 수원으로 진영을 옮긴 뒤 18,000 명까지 늘어났다. 장용영의 장교는 무과를 통하여 선발하였는데, 양반의 서얼과 평민 가운데에서도 급제자가 많았다. 또한, 정예병의 훈련을 위해 규장각 검서인 이덕무, 박제가와 장용영 장교인 백동수에게 훈련교본인 《무예도보통지》를 간행하도록 하고, 1795년(정조 19년) 이순신의 글을 모아 《이충무공전서》를 간행하면서 이순신의 일기들을 모아 《난중일기》라고 이름붙였다.
정조는 아버지인 사도 세자의 헌릉원을 수원에 이장한 뒤 수원 화성을 축조하고, 능행을 명분으로 자주 거둥하였는데, 1795년(정조 19년) 을묘 원행에서는 어머니 혜경궁 홍씨의 환갑을 기념하여 수원에서 과거를 열어 대소 신료와 군사를 이끌고 대규모 원행을 하였다. 장용영의 군사들을 수반한 을묘 원행은 군주의 힘을 대내외에 과시한 것이었다. 이때의 원행을 기록한 그림이 《정조 대왕 능행 반차도》로 경기감사가 앞을 서고 채제공이 그 뒤를 이었다. 반차도에는 모두 1,779명의 인물과 779마리의 마필이 등장하고 있다. 장용영은 정조의 각별한 관심 속에 정예군으로 성장하였으나, 정조 사후 순조를 대리하여 수렴청정을 한 정순왕후에 의해 해체되었다.

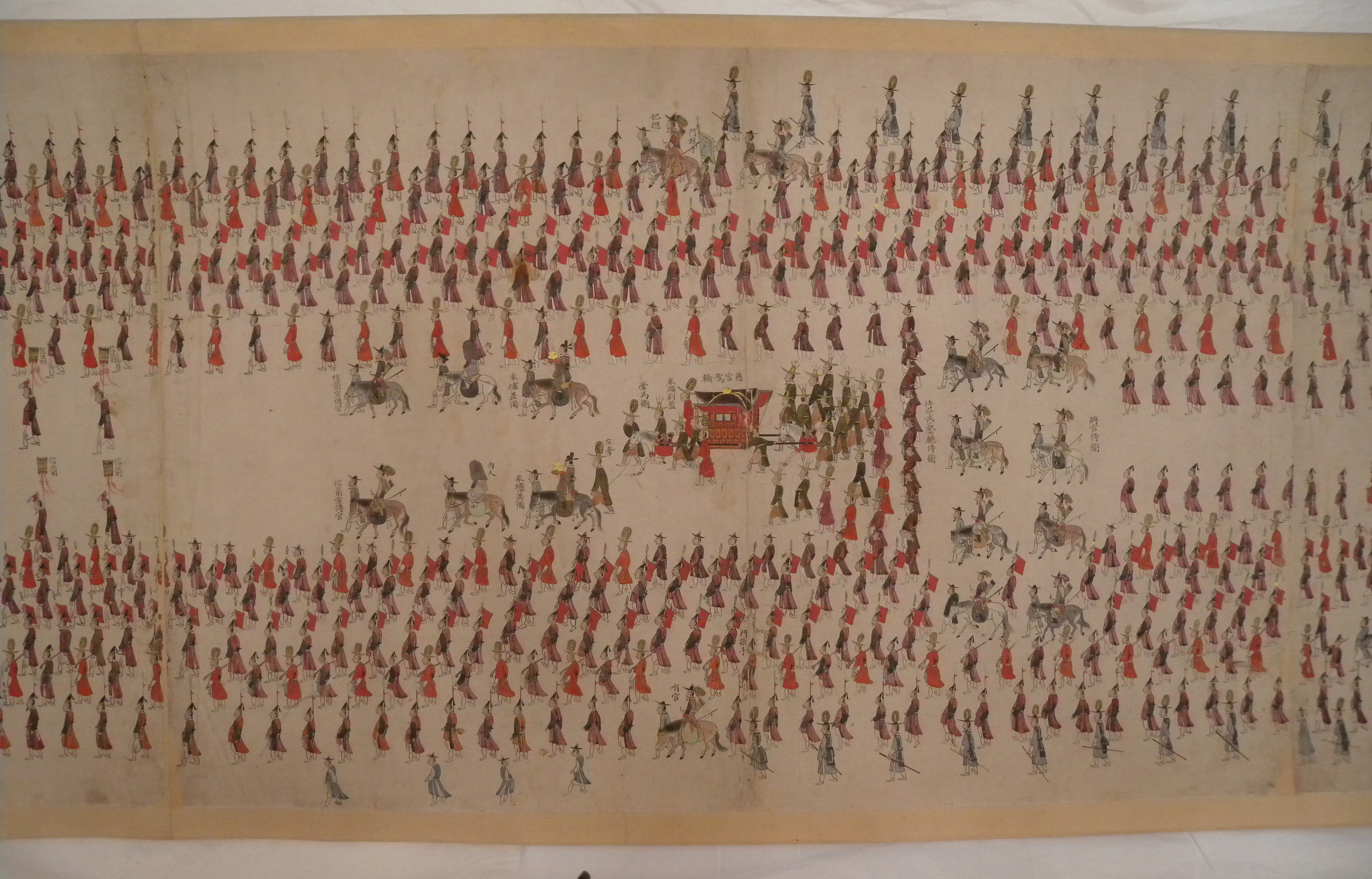
화성능행반차도(부분). 가마에 쓰인 자궁(慈宮)이라는 표식은 현경왕후다.

#### 배다리
문득 연산군 시대를 연상시키는 배다리를 한강에 놓는다. 연산군 시대의 배다리는 조운(漕運)에 쓰이는 한강 물길을 오래도록 막는다는 평(評)이 있어서, 정조는 70칸짜리 창고를 지어 배다리에 건설에 필요한 자제와 장비를 보관하며 재활용하여 설계를 발전시켰다. 상설 기관인 주교사(舟橋司)를 설치하여 배다리를 관리하였고, 헌릉(獻陵)·영릉(英陵)·영릉(寧陵)에 갈 때 광나루에 배다리를 놓았다.

#### 내명부
내명부(內命婦)는 조선시대 궁중에 있는 왕비와 후궁, 그리고 이들을 모시는 여자 관리인 궁녀를 통틀어 일컫는 말이다. 정조는 주위의 궁녀들을 통해 정순왕후가 자신의 일거수 일투족을 감시하고 있다고 보고, 즉위 후 대전 소속의 궁녀를 없애 왕의 주변에 궁녀를 두지 않도록 하였다. 중전 소속의 궁녀도 없애려 하였으나 반대에 부딪혀 뜻을 이루지는 못하였다. 정조는 세자 시절부터 여러 차레 암살 위험에 시달렸는데 즉위 후 일어난 암살 사건에 정순왕후 휘하의 궁녀가 관련되었다.
정순왕후는 15세의 어린나이에 66세의 영조의 계비가 되었고, 영조가 승하하자 대왕대비(大王大妃)가 되어 왕실의 가장 높은 어른이 되었다. 정조 즉위시 정순왕후의 나이는 불과 31세였다. 정조와 대척점에 있던 정순왕후는 오라비인 김귀주가 유배 도중 사망한 뒤로 정조를 원수로 여겼다. 1786년(정조 10년) 김귀주가 사망한 이후 정조의 후궁인 의빈 성씨에게서 옹주를 얻었다. 옹주, 문효세자, 의빈성씨가 차례로 사망한 후 12월 1일 정순왕후는 한글로 된 교서를 승정원에 보내어 이들의 죽음이 수상하니 범인을 찾으라고 하였다. 정순왕후는 상계군 이담을 장조(사도세자)의 죽음에 연루시켜 정조의 이복동생이자 상계군의 아버지인 은언군을 죄인으로 몰았다. 은언군을 죽이라는 상소가 빗발쳤지만 정조는 하나 밖에 남지 않은 이복동생을 어떻게든 살리려고 하였다. 은언군은 결국 강화도로 유배되었다. 은언군은 강화도에서 생을 마쳤다. 훗날 “강화도령”으로 널리 알려진 그의 손자 원범(元範)이 순조의 손자 헌종을 이어 철종으로 즉위한다.
1800년(정조 24년) 정조는 법적으론 할머니이자 왕실에선 최고 어른인 대왕대비(大王大妃) 정순왕후의 세력을 견제하기 위해 안동 김씨 가문인 김조순의 딸을 세자빈(世子嬪)으로 간택하였다. 조선 왕조의 가례는 세 번 간택하여 왕비(王妃)를 정하는 삼간택을 하였는데, 정조는 초간택만을 마친 상태에서 승하하였다. 정조가 승하하고 순조가 왕이되자 왕실의 최고어른인 대왕대비 (大王大妃)로 승격되었으며 대왕대비 (大王大妃) 정순왕후는 초간택을 바꾸려 시도하였으나 정조의 유지라는 명분에 밀려 그대로 받아들일 수 밖에 없었다. 정조 사후 정순왕후의 수렴청정 기간 동안 노론 벽파가 다시 득세하였지만, 순조가 친정을 시작하자 처족인 노론 시파 안동박김 지원을 받아 벽파를 견제할 수 있었다. 그러나 정순왕후가 승하한 이후 벽파가 시파의 반격으로 사멸되고, 안동 김씨 권력 독점은 세도 정치의 폐단을 가져오게 되었다.

#### 법제 개혁과 내치
정조는 여러 법제를 개혁하여 당시 사회에 대두된 문제들을 해결하려고 하였다. 금난전권을 폐지한 신해통공으로 육의전 상인에게 주어졌던 독점권을 폐지하였고, 격쟁과 신문고를 운영하여 백성의 목소리를 직접 들으려 하는 한편 당시 사회 문제인 도망간 노비에 대한 추쇄관 파견을 중지하였고 서얼과 중인의 문제도 개선하고자 하였다. 인사 문제에 있어서도 특정 지역에 편중되는 기존의 과거 제도를 고쳐 함경도 지역과 같이 그동안 무관만을 선발하던 곳에서도 문관을 선발하였다.
이러한 개혁 조치는 기득권을 쥐고 있던 노론 세력의 반대를 불러 일으킬 수 밖에 없었기 때문에, 정조는 노론을 견재할 세력으로 남인을 중시하고 제반 붕당에서 정조의 정책을 지지하는 인사를 두루 채용하는 탕평책을 실시하였다. 특히 남인 영수였던 채제공을 등용하는 등 남인을 중용하여 여러 개혁 조치를 단행할 수 있었다. 정조는 《대전통편》을 간행하여 자신의 개혁 조치가 법제화되도록 하였다.
지방 행정에 대해서도 중앙통제를 강화하기 위하여 수령의 임기를 보장하고 서원을 중심으로 한 지방사족이 행정에 관여하는 것을 억제하기 위해 박제가나 유득공, 박지원, 정약용 등 측근을 지방관에 임명하기도 하였다. 한편, 수시로 암행어사를 파견하여 지시 사항의 이행 여부와 부정 부패를 감시하였다. 정조는 어느 임금보다 암행어사를 많이 파견하였는데 재위 기간 중 암행어사를 60회 파견하였고, 별건어사를 53회 파견하였다. 파견된 어사 가운데 27명이 초계문신 출신으로 자신의 최측근을 통해 지방의 사정을 파악하고자 하였다.
그러나, 정조의 이러한 개혁 조치는 여러 사정으로 인해 한계를 가질 수 밖에 없었다. 전세를 개혁하고자 하는 노력은 전체의 3분의 1을 차지하는 세금을 내지 않는 면세전 문제 때문에 한계가 있었고 정약용은 신분과 지역을 따지지 말고 인재를 쓰자고 제언하였으나 정조 후기까지도 관직은 특정 가문에 편중되어 있었다.
그러나 정조 스스로가 심환지에게 자신의 병세를 설명하는 편지를 써주었기 때문에 독살은 아닐 것이라는 주장이 있고 유봉학은 정조가 급서한 것이 아니라 거의 한 달에 가까운 투병이 있었고, 처방에 정조 자신이 관여한 것, 내의원 도제조를 겸고 있어 간병을 지휘한 우의정 이시수는 정조 사후에 정순왕후의 수렴청정을 반대한 시파였다는 것을 들어 독살설을 부정하였다. 수은 연기를 쐬는 연훈방을 처방한 의관 심연도 심환지와 성은 같은 심씨이나 일가친척이 아니라고 주장한다. 또한 정조의 사돈인 시파 김조순 등에 의해 벽파가 일망타진되었던 1806년(순조 6년) 이른바 병인경화(丙寅更化)의 시기에도, 이후에도 정조의 독살설에 대해 이와 관련된 문제제기가 나온 적이 없었다고 주장한다.
이이화는 이만수가 쓴 정조 행장에서 “임금은 이해에 경사를 만나서 옛날 일을 회고하여 속을 썩이다가 자주 편치 않았고 약시중을 받는 일로 피로가 쌓여 종기가 날로 심하였다”는 기록을 들어 종기를 치료하기 위해 한여름에 문을 꼭꼭 닫아 걸고 뜨거운 탕약을 수 없이 마셨으며, 수은 치료까지 받는 중에 거의 20일 동안 미음으로 연명한 것이 결국 더위와 탈진, 영양실조를 불렀을 것으로 보았다.

#### 의학 서적 저술
정조는 조선시대 왕들 가운데 유일하게 자신의 견해를 가지고 《수민묘전》이라는 의학서적을 정리한 임금이다. 《홍재전서》라는 개인 문집을 남길 정도로 지적 수준이 넓고 다 방면에 학문적 식견도 높았다.

## 정치

### 붕당정치와 탕평책
정조는 영조 시대부터 이어져온 탕평책을 계속하여 이어갔다. 조선 중기 이후 조선의 정치는 붕당 정치를 기반으로 하고 있었다. 탕평책은 원론적으로 붕당에 연연하지 않고 인재를 두루 등용한다는 의미를 지니고 있으나, 실재에 있어서는 신하들의 붕당 위에 국왕의 권위를 먼저 내세우는 왕권 강화 정책이었다. 영조는 스스로를 군주이자 신하들의 스승인 군사(君師)로 자처하였고, 집권 후기 정조 역시 자신의 만물을 비추는 달과 같은 존재인 만천명월주인옹(萬川明月主人翁)이라 칭하였다.
탕평책의 실현에 있어서는 영조와 정조가 차이를 보이는데, 영조가 노론과 소론 등 붕당의 인물 가운데 비교적 온건한 사람들을 등용하여 타협책을 이끄는 완론탕평(緩論蕩平)을 실행하였다면, 정조는 사안의 시시비비를 분명히 가르는 논쟁을 통해 정치를 펼치는 준론탕평(峻論蕩平)을 실행하였다. 정조는 명절(名節)과 의리(義理)를 앞세운 준론탕평을 앞세워 소론, 노론, 남인 등에서 준론파를 새롭게 영입하고 기존의 외척과 노론 벽파를 제거해 나갔다. 그러나, 영조나 정조가 내세운 명리와는 달리 현실의 영조 시대에는 각색 당파가 탕평파와 반대파로 나뉘어 재편된 형국이 되었고, 정조에 이르러서는 벽파와 시파로 구분되게 되었다. 또한, 사상의 측면에서도 정조의 준론탕평은 이미 시대적 한계와 모순을 드러내던 주자학적 세계관을 극복하지 못하고 오히려 주자학의 의리론을 온존시키는 명백한 한계를 지니고 있었다.
탕평책은 강화된 왕권으로 정치운영을 하여 세력간 균형을 이루고자 한 것이었으나, 기존 정치 세력의 참여 기반은 좁아지고 새롭게 성장하는 세력을 포섭하지도 못하였다. 왕권을 중심으로 하는 정치운영은 결코 새로운 정치논리를 제시하지 못하였고 점차 보수화되었다. 결국 관료, 산림, 외척 등이 정치적 논리없이 서울과 왕실을 중심으로 가문을 팽창시키는 데 몰두하였다. 그 결과 정조 사후 특정 가문이 권력을 독점하는 세도 정치가 나타나게 되었다.

### 군사부론
정조는 세자 시절부터 이상적인 통치자로서 임금이자 아버지이자 스승인 군사부론을 생각했다. 그에 따라 즉위 후에도 경연을 열 때 경연관들과 재상들, 승지들의 학문 실력을 점검하고 정조 스스로 바로잡아주거나 사서육경 해석에 대한 의견을 놓고 학자, 경연관들과 논쟁하기도 했다.
세자 시절의 사부였던 김종수는 정조에게 통치자이자 임금이자 아버지가 될 것을 누누히 강조했고, 이는 세자 당시 그가 평소 생각하던 생각과도 일치했다. 김종수는 정조에게 2년 정도 원시유학과 정통 주자성리학의 본질을 가르쳤다. 김종수는 군주가 학문을 이끌어 요순시대의 이상을 실현한 것처럼, 군주는 실력을 닦아야 한다며 군주 스스로 학문과 군사 다방면에서 뛰어난 존재가 되어야 함을 역설했다. 또한 세자에게 만인을 포용하는 어버이가 되어야 하며, 항상 높고 숭고한 뜻을 지니고 이것을 이룩하는데 게을리해서는 안된다고 강조했다. 김종수는 세자에게 임금이면서 스승이면서 아버지가 되어야 한다고 입버릇처럼 강조했다. 그는 또 성리학만이 진리라는 견해는 잘못이고, 학자의 해석에 따라 뜻과 의미가 달라질 수 있음을 지적했다. 그는 허목과 윤휴를 비난하면서도, 원시유학의 가치를 설명하였다. 정조 역시 원시유학과 정통 주자성리학을 동시에 바른 학문인 정학으로 받아들였다. 김종수는 소론 벽파의 주도로 노론에서 당론으로 세자를 공격할 때, 홍국영 등 소수의 소론 당내 인사들과 함께 세자 보호에 앞장섰고 정조는 김종수를 신뢰하였다. 또한 외척의 정치간여를 배제해야 한다는 의리론이 정조에게 깊은 감명을 주어, 정치의 근본을 의리로 규정한 정조는 김종수를 각별히 아꼈다.
정조는 노론 벽파를 극도로 혐오하면서도 노론의 청명당파벌은 각별히 신임하여 중용하였다.
김종수는 특히 정조를 공격한 김귀주, 정조를 보호한 홍국영과 모두 친밀했으면서도, 그들의 정치적 몰락을 재촉하는 공격을 주도하기도 했다. 오로지 군주의 안위를 생각하여, 친지라 해도 문제가 있는 자는 고변하여 제거하겠다는 김석주를 본받겠다고 공언한 바도 있다. 이러한 김종수의 소신은 노론 당내에서도 엄청난 적을 만드는 계기가 되었다.

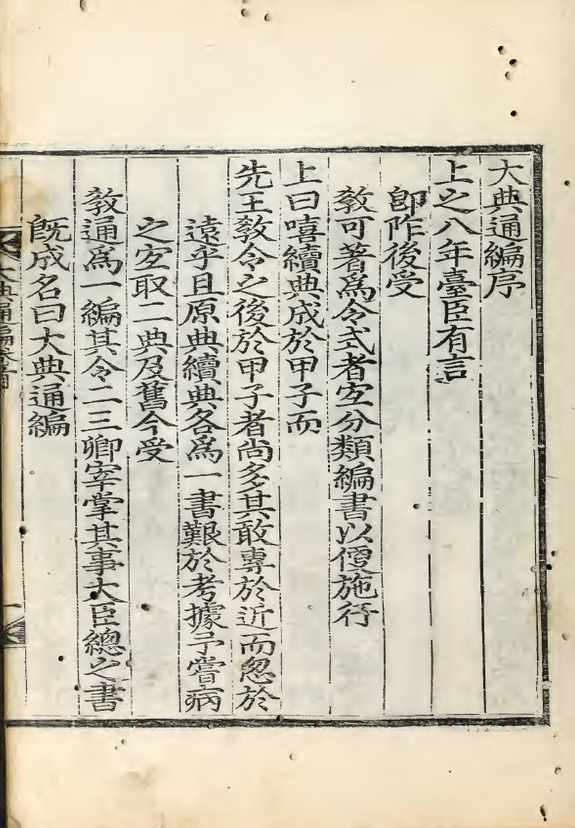
대전통편 서문

《대전통편》은 1785년(정조 9년) 발간된 법전으로, 정조는 대전통편의 편찬에 관심을 기울이고 직접 편찬 사업에 관여, 보고를 받았다. 대전통편은 모두 723조로서, 그 가운데 이전(吏典)이 2112조, 호전(戶典)이 73조, 예전(禮典)이 101조, 병전(兵典)이 265조, 형전(刑典)이 60조, 공전(工典)이 12조 등이다. 조선의 법제는 《경국대전》 이후 《대전속록》(1492년)이나 《경국대전주해》(1555년)와 같이 해석이 어려운 조항에 주를 달거나 판례를 제시하는 방법으로 정비되어 오다가, 영조 대인 1746년에 이르러 경국대전 가운데 영구히 지킬것을 가려 《속대전》을 만들었다. 《속대전》에는 탕평책 추진으로 인한 권력구조 변화가 반영되어 있다. 정조는 《경국대전》과 《속대전》을 통합하여 《대전통편》을 만들면서 각각의 조항에 대해 《경국대전》의 것은 원(原), 《속대전》의 것은 속(續), 그 이후에 재정한 조항은 증(增)으로 표시하는 한편, 폐지한 조문도 그대로 실으면서 그 아래에 금폐(今廢)라 표기하였다. 《대전통편》은 새롭게 도입한 규장각 제도를 정비하고, 중앙집권체제가 한층 강화된 법령이었다. 《대전통편》 은 이후 고종 2년(1865년) 《대전회통》이 발간될 때까지 사용되었다.

### 서한 정치
정조는 조정의 중신들에게 개인적인 편지를 보내어 막후에서 정치를 조정하였다. 정조가 보낸 편지 가운데 현재까지 전하는 것으로는 채제공, 조심태, 홍낙임, 심환지 등에게 보낸 것이 있다. 정조는 신하들에게 보낸 편지에서 중앙과 지방의 인사 문제를 논의하고, 상소로 제기된 민감한 현안이나 인사 문제에 대한 자신의 의견을 전하는 가하면, 자신의 건강 상태, 신하의 대소사 등에 대해서도 언급하였다. 정조의 편지는 대부분 직접 쓴 것으로 봉인하여 비밀리에 보냈다.
정조는 새로운 문체에 대해 비판적이어서 박지원을 지목하여 연암체라 지목하며 문체반정을 하였으나 정작 자신은 편지글에서 비속어, 속담, 욕설, 이두 등을 가감없이 사용하였다.

## 경제

### 신해통공
채제공은 1778년(정조 2년), 박제가, 이덕무 등과 함께 사은사 겸 진주사로 베이징에 다녀온 후 평소 자신이 주장하던 이용후생의 경제학을 다시 확인하였다. 함께 다녀온 박제가가 《북학의》를 펴며 조선의 전반적인 개혁을 주장한 것에는 동조하지 않았으나, 경제의 활성화가 중요하다고 본 점은 같았다. 채제공은 육의전이 금난전권을 함부로 사용하여 물산을 독점하고 물가를 올리는 것을 막기 위해 금난전권의 폐지를 건의하였다. 정조는 이를 받아들여 신해통공 조치를 통해 금난전권을 폐지하였다. 시전 상인들은 철시를 하며 반발하는 한편 입궐하는 채제공을 가로막고 반대하였으나 채제공은 뜻을 굽히지 않았다. 정조는 당시 발달한 민간 상업에 힘입어 시전 상인의 반발을 극복할 수 있었고, 새로운 세수를 마련하여 국가재정을 늘릴 수 있었다. 그러나, 신해통공을 통하여 이득을 본 것은 영세 상인이 아닌 사상도고와 같은 독점적 도매업자였다. 신해통공이 육의전만을 규제할 뿐 사상도고를 규제할 방안은 마련하지 않았기 때문이다. 이때문에 정조는 재위기간 중 신해통공을 계속 유지하였으나 물가의 상승을 억제하지는 못하였다. 결국 정조 사후 사상도고의 독점에 따른 폐단은 1833년 쌀폭동의 원인이 되었다.

### 개성의 행정구역 확대
상업억제정책을 강하게 유지했던 조선왕조에서 개성지역에서만 특히 이윤(末利)을 드러내놓고 추구하는 상업을 영위할 수 있었다. 1796년 정조 20년에 개성부는 금천군(소남면, 대남면)과 장단부(사천이서지역) 일부를 합병하였다. 개성은 조선후기이후 영역의 확장, 인구의 급격한 증가를 나타낸 도시이다.

## 토목 사업

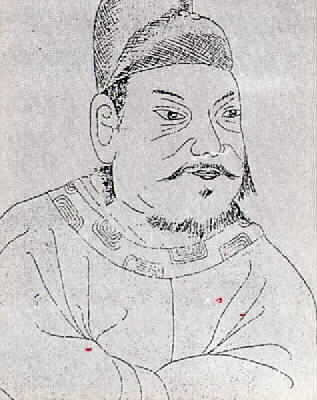
열성어진에 실린 정조

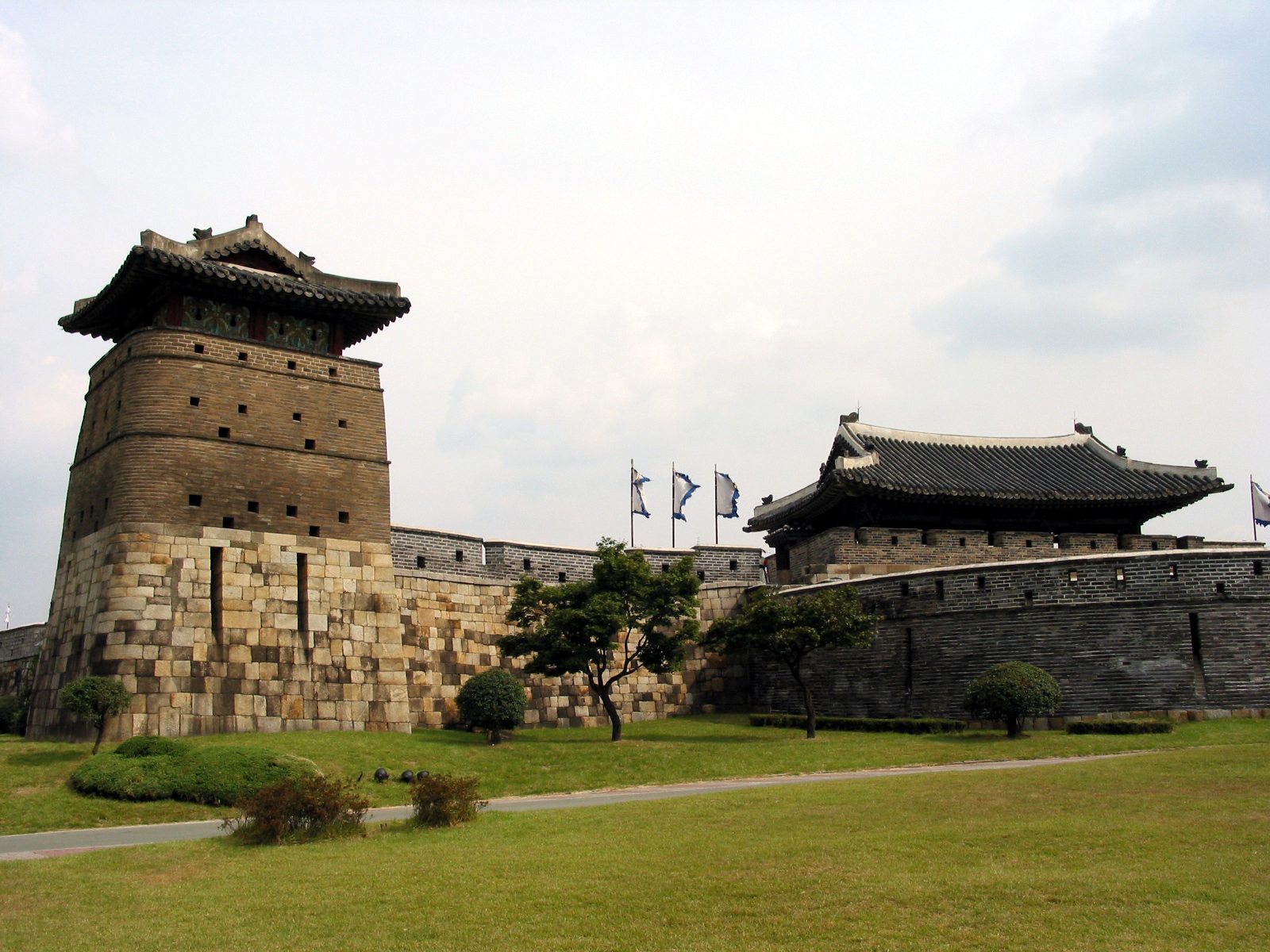
수원 화성의 화서문

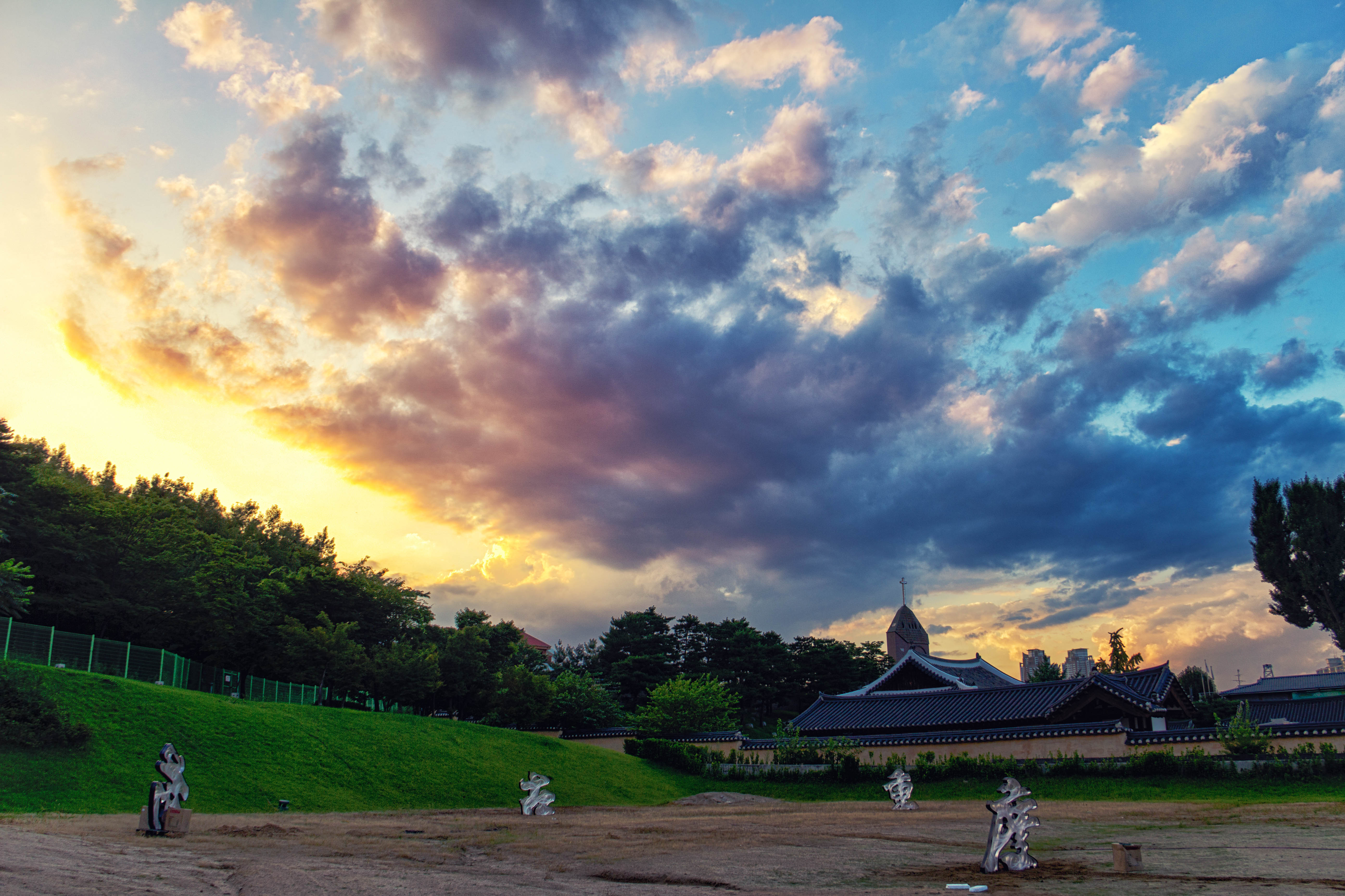
화성 행궁

### 도르래를 이용한 성곽 축조
정조는 아버지 장조(사도세자)의 묘를 수원으로 옮기고 새롭게 성을 축조하였다. 1789년(정조 13년) 10월 묘를 이장하고 현륭원(顯隆園)이라고 하였고, 인근에 화성(華城)을 축조하였다. 1792년(정조 16년) 초여름, 정조는 정약용에게 성을 축조하는데 유용한 도구를 개발하라고 지시하여 거중기를 고안하게 하였다. 정조는 정약용에게 참고할 자료로 청나라 강희제 때 편찬한 백과사전인 《도서집성》과 독일 출신의 선교사 요하네스 테렌츠(Johann Terrenz, 중국명 등옥함 鄧玉函)가 지은 물리학의 원리와 도르래의 이용을 설명한 《기기도설》을 전달하였다. 화성은 1794년 착공하여 1796년 완공되었는데, 성의 둘레는 5,744 m, 면적은 130 ha로 동쪽 지형은 평지를 이루고 서쪽은 팔달산에 걸쳐 있는 평산성 형태의 성으로 문루 4 개, 수문 2 개, 공심돈 3 개, 장대 2 개, 노대 2 개, 포(鋪)루 5 개, 포(砲)루 5 개, 각루 4 개, 암문 5 개, 봉돈 1 개, 적대 4 개, 치성 9 개, 은구 2 개 등 총 48개의 시설물로 하나의 성곽을 이루었다.

### 국역 동원에도 정당한 급여를 지급
수원 화성의 공사 책임자는 채제공이었다. 공사 도중 가뭄으로 한 때 공사를 중지하기도 하였으나 2년 7개월만에 완공을 하였다. 승군과 백성을 부역의 형태로 징발해 강제부역에 정조는 동의하지 않았으며 축조에 동원된 인부에게는 급여를 지급하였고, 공사에 사용된 자재, 인건비 등을 모두 기록하여 남겼다.

### 정확히 남겨진 축조 기록
정조는 화성 축조의 모든 기록을 정리하여 《화성성역의궤》를 간행하였다. 훗날 일제강점기와 한국전쟁으로 화성이 크게 훼손 된 뒤 1975년 화성복원공사를 할 때 《화성성역의궤》는 화성을 원형 그대로 복원할 수 있는 밑바탕이 되었다. 화성은 기존의 성곽과 달리 규격을 정한 석재를 사용하여 중국 성곽의 장점을 수용하고 화포 등 새로운 무기에 대응할 수 있도록 지어졌다. 이 공사에 동원된 인원수는 석수 642 명, 목수 335 명, 미장이 295 명을 합해 총 11,820 명에 달한다. 공사 경비로는 돈 873,520 냥과 곡식 13,300 석이 들었는데 경비는 금위영과 어영청의 정번군을 10년 동안 정지한 재원과 경기 감영의 예비비로 충당하였다. 정조는 정약용에게 거중기를 사용하여 돈 4만 냥을 아낄 수 있었다고 칭찬하였다.

### 정치적인 기능까지 부여된 군사 시설
정조는 화성에 유수부(留守府)를 두고 행궁과 군영을 설치하여 정치적 군사적 기능을 부여하였다. 화성에 주둔한 장용영은 기존의 중앙군영이 노론 세력에게 장악 당한 것과 달리 국왕이 직접 관리할 수 있었다. 이는 화성의 축조가 단순히 아버지를 추숭하는 것에 그치는 것이 아니라 왕권강화와 밀접한 관련이 있음을 보여준다. 정조는 화성안에 노래당(老來堂)과 미로한정(未老閑亭)을 지어 자신의 뜻을 비추었는데, 세자가 15세가 되는 1804년에 왕위를 물려주고 상왕으로 물러나 어머니 현경왕후와 화성으로 여생을 보내려 하였으나 1800년 사망하여 뜻을 이루지는 못하였다.

### 수원 화성까지 연결하는 대로의 건설
정조는 수원 화성까지 능행에 편리함을 도모하고자 새롭게 길을 닦았는데 이 길이 시흥대로의 시초이다. 새로 닦은 신작로(新作路)의 폭은 약 24 척(尺)으로 오늘날의 도량형으로는 10m 정도 된다. 한편, 조선 성종 때 편찬된 경국대전에 의하면 왕릉은 한양 4대문에서 80리 안에 두어야 한다는 규정이 있는데, 정조가 아버지 사도세자의 능을 88리 떨어진 현재의 수원으로 이장하려 하자, 대신들은 이장지가 한양 4대문에서 88리 떨어진 곳이라고 반대하였다. 이에 정조는 “이제부터는 수원을 80리라고 명하노라.”라고 하였다는 일화가 전한다.

## 외교

### 대청외교
조선은 건국 초기부터 명에 대한 사대 외교를 하였다. 스스로를 중국의 번국(番國) 지위에 놓는 사대 외교를 하면서 조선은 겉으로 신하를 자청하였으나 안으로는 중국과는 별개의 독립국이라는 생각이 강하였다. 그러나, 임진왜란에서 명나라의 지원을 받은 뒤, 조선에서는 재조지은(再造之恩)을 입었다고 생각하여, 명과 청 사이에 전쟁이 일어나자 대명의리(對明義理)를 지켜야 한다는 명분이 앞섰다. 대명의리는 인조반정의 주요 명분이기도 하였다.
병자호란과 명의 멸망 이후 조선은 겉으로는 청나라에 대해 명대와 같은 사대를 하였으나, 내부적으로는 청은 오랑캐라는 인식이 강하였다. 조선 효종은 청에 인질로 잡혀갔던 수모를 갑기 위해 북벌(北伐)을 주장하기도 하였다. 이후, 북벌이 현실적으로 불가능해진 정조시기에도 양반층에서는 명나라의 마지막 황제였던 숭정제의 연호를 사용하며 스스로를 중화로 여기고 청나라를 오랑캐로 보았다. 대표적으로 명나라 시기 베이징을 다녀온 기행문의 제목이 《조천록》(朝天錄)이었던 것에 반해 삼전도의 치욕 이후 《연행록》(燕行錄)으로 바뀐 것을 들 수 있다. 조천록은 하나 뿐인 황제국의 수도를 다녀온 기록이란 의미이고, 연행록은 세상의 수 많은 나라의 서울 가운대 하나인 연경을 다녀온 기록이란 의미가 된다.
정조시기에 이르러 청나라를 바라보는 시각 가운에는 문물이 번창한 선진국이라는 시각도 있었다. 북학파 실학자들은 중국의 선진 문물을 따라 배워야 한다는 의견을 개진하였고, 박지원은 《열하일기》의 서문에서 숭정후삼경자(崇禎後三庚子)라는 연호를 사용하며 명나라가 망한지 130년이 지나서도 그 연호를 사용하는 것을 풍자하기도 하였다. 그러나, 북학파의 주장은 새로운 문물의 도입과 같은 일에 일부 수용되었을 뿐으로 당시를 주도한 중화의식은 청나라를 여전히 오랑캐로 보았다.
조선중화의식은 사실이라기보다는 이데올로기로서 작동하였다. 현실에서 조선 후기의 대청 외교는 갈 수록 예속의 정도가 심하게 되었고, 정조 시기 교제(郊祭)를 지내자거나 황제를 칭하고 독립적인 연호를 사용하자는 상소가 한 두번 있었으나 조정에서는 정신나간 소리 정도로 치부하였다. 조선은 동지사를 비롯한 각 종 사신을 정기적으로 보냈고, 중요한 일이 있을 때마다 청나라에 보고하였으며, 청나라 역시 명나라에 비해 더 많은 간섭을 하였다.
한편, 대청 외교는 무역 통로로서도 중요하였는데, 조선은 공식적으로 개인간의 무역을 인정하지 않았기 때문이다. 사신행렬과 함께 동행하는공무역(公貿易)인 개시(開市)에는 역관의 개입이 필수적이었기 때문에
역관 중에는 거대한 부를 쌓은 사람들이 생겨났다. 영조, 정조 시대인 18세기에 이르러서는 사무역인 후시(後市) 무역이 개시 무역보다 규모가 커졌다. 무역상인들은 교역품의 시세 차익으로 이익을 얻었는데 품목에 따라 10 - 20배에 이르는 차액을 남기기도 하였다.

### 대일외교

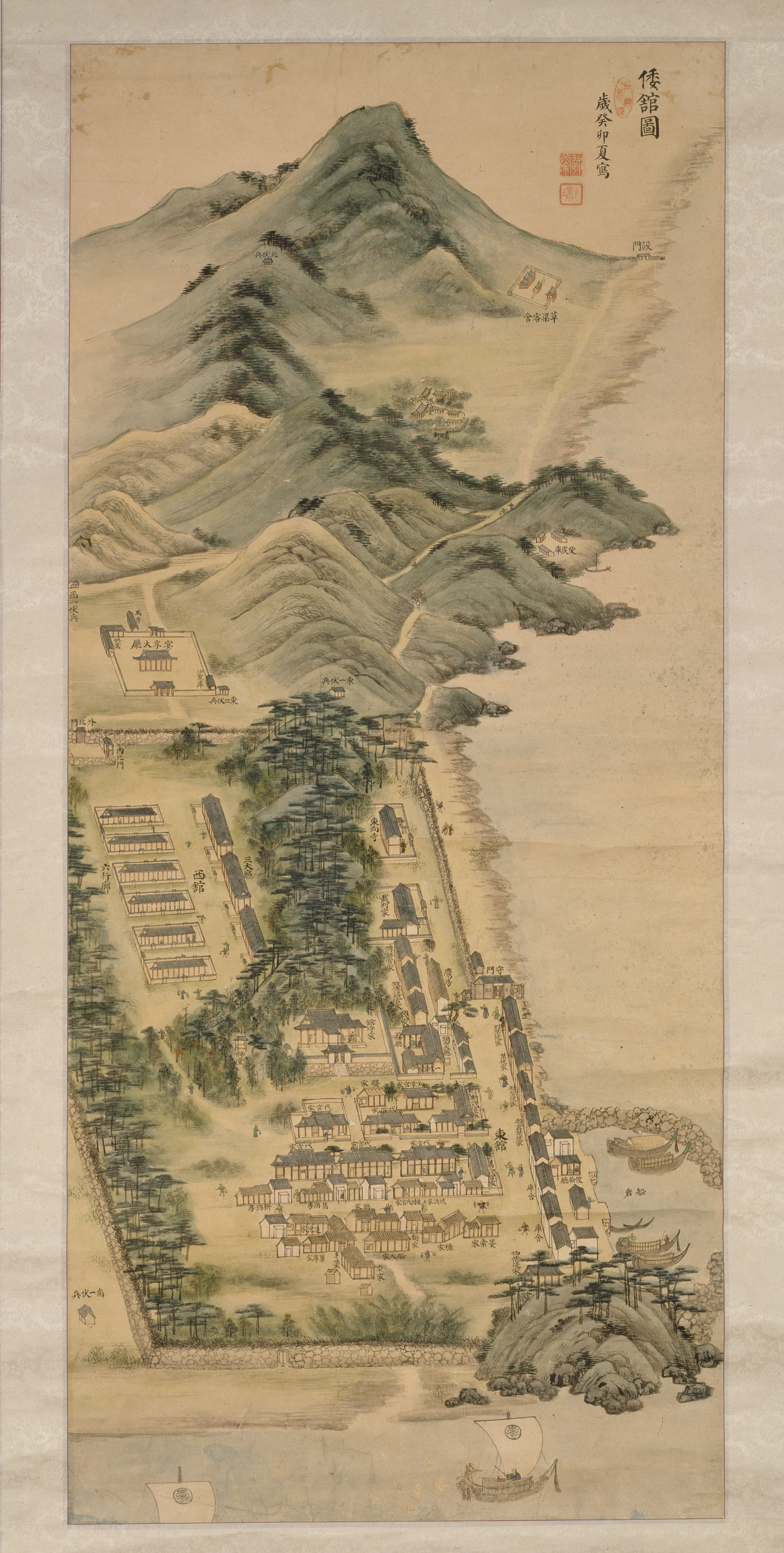
초량왜관전경, 변박(卞璞) 그림(1783년)

조선은 임진왜란 이후 일본과 국교를 재개하여 통신사를 파견해 오고 있었으나, 매우 경계하였다. 일본 역시 18세기 후반에 들어 대기근과 폭동이 일어나는 등 내정이 어지러웠고 막부의 재정이 어려워져 오랫동안 통신사를 요청하지 않았다. 이러한 사정으로 정조 시기에는 한 차례도 통신사 왕래가 없었고, 마지막 통신사가 파견된 것은 1811년(순조 11년)의 일이다. 일본은 재정의 어려움을 내세워 통신사를 청하지 않았지만, 내부에서는 조선의 통신사가 자신들을 조선보다 한 단계 아래로 보고 대등하게 대하지 않는다는 불만이 커지고 있었다. 조선 통신사는 일본에 들어가 대열 앞에 청도(淸道), 순시(巡視), 영(令)이 쓰인 깃발을 들었는데, 일본의 성리학자 나카이 지쿠잔(中井 竹山)은 막부의 섭정 마쓰다이라 사다노부(松平定信)에게 청도는 길을 치우라는 뜻이고, 순시는 국내를 돌아보는 것이며 이를 명령한다는 뜻의 깃발을 앞세우니 국가의 치욕이라고 주장하였다. 이러한 사정으로 정조 시기 일본과의 외교는 동래와 쓰시마로 한정되었다.

### 서양과의 만남
조선 초기에도 서양의 존재는 조선에 알려져 있었다. 혼일강리역대국도지도에는 부정확하나마 중국의 서쪽에 인도, 아프리카, 유럽이 표기되어 있다. 한편, 예수회의 선교사들이 베이징에 천주교회를 세우고, 마테오 리치가 천주교의 교리를 설명한 《천주실의》를 발간하면서 서양의 여러 문물과 종교, 문화가 알려지게 되었다. 마테오 리치는 《곤여만국전도》를 제작하여 세계에 대한 새로운 인식을 불러왔다. 마테오 리치의 곤여만국전도는 숙종 시기 조선에 전해져 필사본이 제작되었다. 청나라 시기 서양의 역법을 참조하여 기존의 역법을 수정한 시헌력이 제정되었으며, 조선에서도 1653년(효종 4년)부터 사용하였다.
이러한 새로운 문물의 출현은 당대에 큰 관심을 불러 일으켰다. 영조 시기 기술자 최천약은 천문기기를 제작하고 자명종의 부품을 만들어 수리하였다. 정조 역시 이러한 서양 문물을 많이 접하였는데, 40세 이후 시력이 나빠지자 안경을 사용하였다.
이렇게 새로운 문물을 수용한 것과 달리 새로운 사상에 대해서는 엄격히 탄압하였는데, 정조는 서학이라는 이름으로 들어온 천주교를 사학(邪學)으로 보아 배척하였다. 이는 노론의 입장과 같은 것이었다. 1791년 신해박해로 권상연과 윤지충을 사형하면서 천주교를 적극 반대하던 노론이 힘을 얻게 되었고, 1795년(정조 19년) 중국 천주교 신부 주문모가 밀입국한 사건이 적발되면서 정약용이 외직으로 나가게 되고, 채제공은 수세에 몰리는 일이 벌어진다. 이후 남인은 중앙정치에서 세력을 형성할 수 없었다.

## 사회

### 속음은 빠진 규범음만 있는 운서 간행
현실 한자음(속음)이 없는 것은 세종 시대의 《동국정운》과 같으나 규범음이 추가로 표기된 《규장전운》을 간행한다. 1797년 정조는 편찬된 《규장전운》을 한겨울 제주에 문과 시험에서 가을엔 수원에 무과 시험에서 두 차례 상으로 하사한다.

### 조상 신주의 소각으로 천주교 탄압의 재시작
1791년 정조 15년에 한국 천주교 교계에서 최초로 여기는 천주교 탄압이 발생한다. 천주교 신자인 윤지충(尹持忠)이 조상 숭배를 거부하고 신주를 모두 불태워 땅에 묻었으며 어머니의 상례를 전통적인 유교 방식으로 치르지 않아 참수되었다.

## 문화

### 글을 더한 그림과 그림을 더한 글

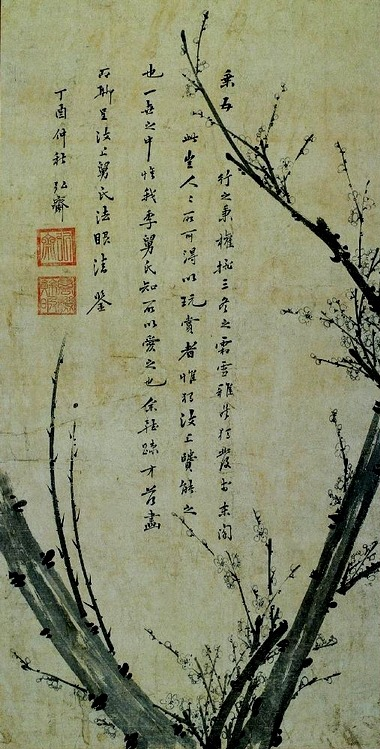
정조 작 묵매도 (1777년 9월~10월경)

정조는 스스로도 그림을 즐겨 그렸으며, 김홍도에게 《주부자시의도》를 그리도록 하고, 송시열의 자찬이 담긴 《송시열 초상화》에 감상평을 적는 등 문화 활동에 남다른 관심을 가졌다. 정조는 화원들의 그림을 관심 있게 지켜보았고 스스로 도화서의 운영에 관여하기도 하였다.
1783년(정조 7년) 도화서의 화원 가운데 자비대령화원을 선발하여 규장각에 파견하여 왕실의 주요 화사(畵事)를 담당하게 하였다. 정조는 규장각 자비대령화원제를 운영하면서 각 화원들의 장단점을 일일이 품평할 만큼 세심한 안목을 지니고 있었다.

### 규장각 서적의 간행
정조는 규장각을 통하여 많은 서적을 간행하게 하였는데 각종 의궤와 군사의 훈련을 다룬 《무예도보통지》, 송시열의 문집을 정리한 《송자대전》, 정조 스스로의 글을 정리한 《홍재전서》와 같은 것들이 있다. 또한 이순신의 문집을 정리하여 《이충무공전서》를 발간하고 특히 이순신의 일기에 《난중일기》라는 이름을 붙였다.

### 순성놀이
한양 도성을 한 바퀴 돌면 하루가 걸리는데 이를 순성(巡城)놀이라고 한다. 순성은 처음에는 성벽을 점검하며 순행하는 것이 목적이었지만, 점차 시간이 지날수록 일종의 신앙적 역할뿐만 아니라 성벽 주변을 따라 경치를 즐기는 유람의 형태로 유행했다. 조선 정조 때 《경도잡지》, 《한경지략》에 이 순성놀이가 나온다.

## 재위 후반

### 최후
1800년(정조 24) 음력 6월 초 정조는 종기를 앓았다. 하루 이틀이 지나자 종기는 얼굴과 등으로 번졌고 종기의 크기는 점점 커지기 시작하여 피고름이 나올 정도로 상태가 눈에 띄게 악화되었다. 좌의정 심환지와 우의정 이시수의 지휘 아래의 내의원들이 온갖 처방을 하여 치료하였고, 정조 역시 매번 처방을 묻고 확인하였다. 정조는 차도가 없자 수은 증기를 쐬는 연훈방(煙熏方)을 받기로 하였고, 연훈방을 시술하면서 탕약도 곁들였다. 그러나 병세는 더욱 악화하여 미음도 제대로 먹지 못하는 상태가 되었다. 결국 혼수상태에 빠져 의식을 잃은 정조는 음력 6월 28일 유시 (양력 8월 18일 오후 5시 ~ 7시) 에 창경궁 영춘헌에서 47세를 일기로 승하하였다. 정조가 죽자 어의 강명길은 죽임을 당한다. 정조가 승하하기에 앞서 양주와 장단 등 고을에서 한창 잘 자라던 벼포기가 어느 날 갑자기 하얗게 죽어 노인들이 그것을 보고 슬퍼하며 말하기를 ‘이것은 이른바 거상도(居喪稻) (상복을 입은 벼)이다.’라고 하였는데 과연 얼마 지나지 않아 대상(大喪)이 났다.

### 사후
정조는 생전에 아버지 곁에 묻히고 싶어 하였는데, 본래 능은 건릉(健陵)으로 아버지 장조(사도세자)가 묻혀 있는 융릉의 동쪽에 위치하고 있었다. 그러나 1821년에 효의왕후가 승하하자 영돈녕부사 박수종은 현재의 건릉 자리가 흉지이므로 능을 천장하여 합장해야 한다고 순조에게 건의했고, 건릉은 현재의 자리로 천장되어 (경기도 화성시) 효의왕후와 함께 합장되었다. 바로 정종(正宗)의 묘호를 추서하고, 뒤에 고종 때 가서 정조로 격상되었다. 묘호인 정종(正宗)의 의미는 올바름으로 모든 사람을 감복(복종)시켰다는 의미이다.

### 독살설
정조 사후 독살설이 제기되었다. 그 근거는 연훈방을 써서 수은에 중독되어 죽었다는 것이다. 더욱이 이 방법을 주선한 심환지와 이시수가 노론의 벽파라는 것과 정순왕후가 정조를 독대한 후 얼마 지나지 않아 정조가 사망하였다는 것이 이러한 독살설을 부추겼다. 남인들 사이에서는 이러한 정황 때문에 정조가 독살되었다고 보는 견해가 파다하였다. 정약용은 솔피시를 지어 이러한 독살설을 은유적으로 암시했다. 그 해 8월 18일 경상도 안동의 남인 출신 거족 여현 장현광의 후손 장현경과 그의 친족인 장시경 3형제 등은 정조의 독살을 주장하며 원수를 갚겠다고 거병하였다가 실패하고 일족이 처형당하였다. 정약용은 여성 유배인이 현지에서 성희롱을 당하는 일을 개탄한 《고금도장씨녀자사》(紀古今島張氏女子事)를 적으면서 심환지가 심인을 추천하여 정조를 독살하였다는 의심을 남겼다.

## 가족 관계
|                                       |                         | 출생                                                       | 사망                                                             |
| ------------------------------------- | ----------------------- | ---------------------------------------------------------- | ---------------------------------------------------------------- |
| 조선 제22대 국왕 대한제국의 추존 황제 | 정조 선황제 正祖 宣皇帝 | 1752년 10월 28일 (음력 9월 22일) 조선 한성부 창경궁 경춘전 | 1800년 8월 18일 (음력 6월 28일) (47세) 조선 한성부 창경궁 영춘헌 |

|      |                                                   | 본관 | 생몰년          | 부모                                                                | 별칭              | 비고                                      |
| ---- | ------------------------------------------------- | ---- | --------------- | ------------------------------------------------------------------- | ----------------- | ----------------------------------------- |
| 법부 | 진종 소황제 眞宗 昭皇帝 진종대왕 眞宗大王         | 전주 | 1719년 - 1728년 | 영조대왕 英祖大王 정빈 이씨 靖嬪 李氏                               | 효장세자 孝章世子 | 조선의 추존 국왕 대한제국의 추존 황제     |
| 법모 | 효순소황후 조씨 孝純昭皇后 趙氏 효순왕후 孝純王后 | 풍양 | 1715년 - 1751년 | 풍릉부원군 조문명 豊陵府院君 趙文命 완흥부부인 이씨 完興府夫人 李氏 | 효순현빈 孝純賢嬪 |                                           |
| 부   | 장조 의황제 莊祖 懿皇帝 장종대왕 莊宗大王         | 전주 | 1735년 - 1762년 | 영조대왕 英祖大王 영빈 이씨 暎嬪 李氏                               | 사도세자 思悼世子 | 대한제국의 추존 국왕 대한제국의 추존 황제 |
| 모   | 헌경의황후 홍씨 獻敬懿皇后 洪氏 헌경왕후 獻敬王后 | 풍산 | 1735년 - 1815년 | 영풍부원군 홍봉한 永豊府院君 洪鳳漢 한산부부인 이씨 韓山府夫人 李氏 | 헌경혜빈 獻敬惠嬪 |                                           |

|               | 시호                                              | 본관 | 생몰년          | 부모                                                                | 비고                 |
| ------------- | ------------------------------------------------- | ---- | --------------- | ------------------------------------------------------------------- | -------------------- |
| 왕비 추존황후 | 효의선황후 김씨 孝懿宣皇后 金氏 효의왕후 孝懿王后 | 청풍 | 1753년 - 1821년 | 청원부원군 김시묵 淸原府院君 金時默 당성부부인 홍씨 唐城府夫人 洪氏 | 대한제국의 추존 황후 |

| 작호 | 작호                                                    | 이름      | 본관 | 생몰년          | 부모                              | 비고                                              |
| ---- | ------------------------------------------------------- | --------- | ---- | --------------- | --------------------------------- | ------------------------------------------------- |
| 비   | 수비 박씨 綏妃 朴氏 현목수빈 顯穆綏嬪 현목수비 顯穆綏妃 |           | 반남 | 1770년 - 1822년 | 박준원 朴準源 원주 원씨 原州 元氏 | - 순조 숙황제의 생모 - 1901년(광무 5년) 비로 추증 |
| 빈   | 의빈 성씨 宜嬪 成氏                                     | 덕임 德任 | 창녕 | 1753년 - 1786년 | 성윤우 成胤祐 부안 임씨 扶安 林氏 | - 문효태자의 생모                                 |
| 빈   | 원빈 홍씨 元嬪 洪氏                                     |           | 풍산 | 1766년 - 1779년 | 홍낙춘 洪樂春 우봉 이씨 牛峰 李氏 | - 홍국영의 동생                                   |
| 빈   | 화빈 윤씨 和嬪 尹氏                                     |           | 남원 | 1765년 - 1824년 | 윤창윤 尹昌胤 벽진 이씨 碧珍 李氏 |                                                   |

|   |                                           | 이름  | 생몰년          | 생모      | 배우자                                            | 비고                             |
| - | ----------------------------------------- | ----- | --------------- | --------- | ------------------------------------------------- | -------------------------------- |
| 1 | 문효태자 文孝太子 문효세자 文孝世子       | 순 㬀 | 1782년 - 1786년 | 의빈 성씨 |                                                   | 요절                             |
| 2 | 순조 숙황제 純祖 肅皇帝 순조대왕 純祖大王 | 공 玜 | 1790년 - 1834년 | 수비 박씨 | 순원숙황후 김씨 純元肅皇后 金氏 순원왕후 純元王后 | 제23대 국왕 대한제국의 추존 황제 |

| 작호 | 작호              | 생몰년          | 생모      | 배우자                      | 비고 |
| ---- | ----------------- | --------------- | --------- | --------------------------- | ---- |
| 1    | ▨▨옹주 ▨▨翁主     | 1784년 - 1784년 | 의빈 성씨 |                             |      |
| 2    | 숙선옹주 淑善翁主 | 1793년 - 1836년 | 수비 박씨 | 영명위 홍현주 永明尉 洪顯周 |      |

## 일화

### 골초
단순한 골초가 아니라 정조는 아예 “조선을 흡연의 나라를 만들겠다”고 선포할 정도였다. 담배를 매우 즐긴 인물이었던 정치가요 문장가인 장유는 “지금 담배를 즐기는 사람들은 담배를 피우면 굶주림을 배부르게 하고 배부름을 주리게도 하며 추위를 따뜻하게 하고 더위를 시원하게 한다고 말한다. 지금 남초(南草)를 피운 지 수십 년이 되었는데도 이와 같이 펴져 나갔으니 100년 뒤에는 반드시 차와 이익을 다툴 것이다”라고 했는데, 이 예견은 맞아떨어졌다. 정조 임금이 조선을 ‘담배의 나라’로 만들겠다는 포부를 밝힐 때도 금연 운동가는 있었다.

### 의빈 성씨
정조의 후궁 의빈 성씨(성덕임)는 정조의 어머니 혜경궁 홍씨의 친정집 청지기의 딸이었다. 성덕임의 아버지 성윤우가 나랏돈 7000냥을 횡령하자 성덕임을 가엾게 여긴 혜경궁 홍씨가 1762년 자신의 처소의 궁녀로 삼고 양녀처럼 길렀다. 성덕임은 정조의 누이인 청선공주, 청연공주와 1773년 《곽장양문록》을 필사하였다. 정조는 1766년 15세때 당시 14세였던 성덕임에게 승은을 내렸고 성덕임은 효의왕후가 자식을 낳지 못한것을 염려하며 울면서 거절했다. 15년후 다시 30세의 정조가 재차 승은을 내리자 다시 성덕임은 거절하였다. 그 후 정조는 성덕임의 시속을 벌주었고, 결국 그녀는 정조의 승은을 받아들이게 된다. 정조는 의빈 성씨 사후 《어제의빈묘지명》,《어제의빈치제문》등을 작성하였고 '사랑한다'라는 표현도 거듭 사용되었다. 그는 후궁과 자식을 나란히 묻을 수 없는 관례를 깨고 아들 문효세자의 묘에서 100보 떨어진 자리에 묘를 만들었으며 왕을 낳은 후궁을 모신 칠궁에도 의빈을 속하게 하였다.

## 관련 문화재
- 정조어필 - 신제학정민시출안호남(보물 제1632-1호) : 경상남도 진주시 국립진주박물관 소장
- 정조어필 - 제문상정사(보물 제1632-2호) : 서울특별시 용산구 국립중앙박물관 소장
- 정조어필 - 시국제입장제생(보물 제1632-3호) : 경기도 성남시 한국학중앙연구원 소장

## 정조가 등장한 작품

### 문학 작품
- 1993년 소설 《영원한 제국》 - 이인화

| \| - 1988년 KBS2 대하드라마 《하늘아 하늘아》 - 이민우 - 1988년 MBC 대하드라마 《조선왕조 오백년 - 한중록》 - 전호진, 장덕수 - 1989년 MBC 대하드라마 《조선왕조 오백년 - 파문》 - 김용건 - 1991년 KBS1 대하드라마 《왕도》 - 강석우 - 1994년 MBC 수목드라마 《야망》 - 남성훈 - 1994년 KBS1 다큐멘터리 역사의 라이벌 9회 - 임혁주 - 1998년 MBC 대하드라마 《대왕의 길》 - 안성태 - 2000년 KBS 일일·수목드라마 《소설 목민심서》 - 김흥기 - 2001년 MBC 드라마 《홍국영》 - 정재곤 - 2006년 KBS2 드라마 《한성별곡》 - 안내상 - 2007년 CGV 《정조암살미스터리: 8일》 - 김상중, 박건태 - 2007년~2008년 MBC 드라마 《이산》 - 이서진, 박지빈 - 2008년 SBS 드라마 《바람의 화원》 - 배수빈, 최수한 - 2010년 KBS2 드라마 《성균관 스캔들》 - 조성하 \| - 2011년 SBS 드라마 《무사 백동수》 - 홍종현 - 2014년 SBS 드라마 《비밀의 문: 의궤 살인 사건》 - 김우석, 김단율, 이제훈 - 2015년 KBS2 단막극 《KBS 드라마 스페셜 - 붉은 달》 - 고우림 - 2016년 웹드라마 《이상한 나라의 특별식사》 - 윤이준 - 2021년 MBC 드라마 《옷소매 붉은 끝동》 - 이준호 \| - 1995년 영화 《영원한 제국》 - 안성기 - 2008년 영화 《미인도》 - 한명구 - 2011년 영화 《조선명탐정: 각시투구꽃의 비밀》 - 남성진 - 2012년 영화 《바람과 함께 사라지다》 - 백광두 - 2014년 영화 《역린》 - 현빈, 구승현 - 2015년 영화 《사도》 - 이효제, 소지섭 - 2018년 영화 《조선명탐정: 흡혈괴마의 비밀》 -남성진 | |
| - 1988년 KBS2 대하드라마 《하늘아 하늘아》 - 이민우 - 1988년 MBC 대하드라마 《조선왕조 오백년 - 한중록》 - 전호진, 장덕수 - 1989년 MBC 대하드라마 《조선왕조 오백년 - 파문》 - 김용건 - 1991년 KBS1 대하드라마 《왕도》 - 강석우 - 1994년 MBC 수목드라마 《야망》 - 남성훈 - 1994년 KBS1 다큐멘터리 역사의 라이벌 9회 - 임혁주 - 1998년 MBC 대하드라마 《대왕의 길》 - 안성태 - 2000년 KBS 일일·수목드라마 《소설 목민심서》 - 김흥기 - 2001년 MBC 드라마 《홍국영》 - 정재곤 - 2006년 KBS2 드라마 《한성별곡》 - 안내상 - 2007년 CGV 《정조암살미스터리: 8일》 - 김상중, 박건태 - 2007년~2008년 MBC 드라마 《이산》 - 이서진, 박지빈 - 2008년 SBS 드라마 《바람의 화원》 - 배수빈, 최수한 - 2010년 KBS2 드라마 《성균관 스캔들》 - 조성하 | - 2011년 SBS 드라마 《무사 백동수》 - 홍종현 - 2014년 SBS 드라마 《비밀의 문: 의궤 살인 사건》 - 김우석, 김단율, 이제훈 - 2015년 KBS2 단막극 《KBS 드라마 스페셜 - 붉은 달》 - 고우림 - 2016년 웹드라마 《이상한 나라의 특별식사》 - 윤이준 - 2021년 MBC 드라마 《옷소매 붉은 끝동》 - 이준호 |

### 뮤지컬
- 2007년 극단 성 《정조대왕》 - 이종성
- 2016년 수원시립공연단 《정조 - 만천명월주인옹》 - 이재식, 박성환(더블 캐스팅)

### 판소리
- 2017년 수원문화재단 《정조가》- 전태원

### 예능
- 2017년 1월 1일 MBC 《신비한TV 서프라이즈》(746회) - 이재희(아역), 박재현(성인)
- 2018년 1월 24일 JTBC 《차이나는 클라스》(46회)

### 시사/교양
- 2018년 채널A 《천일야사 - 궁녀 계옥의 인생역전》- 김재빈

## 정조으로부터 유래된 것
- 정조대왕 효행 기념관은 정조대왕의 업적과 효행을 기리기 위해 수원에 건립된 기념관이다.

- 정조테마공연장은 수원의 대표 역사문화자원인 '정조'를 테마로 한 실내공연장이다.

- DDG-995 정조대왕은 대한민국 해군의 이지스 구축함인 정조대왕급 구축함의 1번함이다.

- 정조문화유산 학술심포지엄은 경기문화재연구원에서 매년 개최하는 행사이다.

- 정조사상연구회는 정조대왕의 학문과 사상과 관련한 논문집 《정조사상연구》를 발간한 학회이다.

## 같이 보기
- 영조
- 사도세자
- 혜경궁 홍씨
- 한중록
- 홍국영
- 정약용
- 수원 화성
- 채제공
- 신해통공
- 홍재전서
- 의빈 성씨
- 깍두기

## 참고 자료
사료
- 《조선왕조실록》
  - 춘추관 관원들 (1805). 《정조실록》.
- 승정원일기
- 일성록
- 한중록
- 《정조대왕어찰첩》, 성균관대학교출판부, 2009년, ISBN 978-89-7986-806-7
- 김문식, 《정조의 생각》, 글항아리, 2011년, ISBN 978-89-93905-76-2

논문
- 오종록, 〈왜 다시 정조의 개혁을 주목하는가〉, 《내일을 여는 역사 9호》, 서해문집, 2002년, ISBN 89-7483-162-7
- 김문식, 〈채제공가 소장 정조의 어찰〉, 《한국서지학회》, 2005.12

정조를 다룬 단행본
- 이이화, 《한국사 이야기 14:놀이와 풍속의 사회사》, 한길사, 2001년, ISBN 89-356-5153-2
- 이이화, 《한국사 이야기 15:문화군주 정조의 나라 만들기》, 한길사, 2001년, ISBN 978-89-356-5154-2
- 이덕일, 《조선 왕을 말하다 2》, 역사의아침, 2010년, ISBN 978-89-93119-23-7
- 김문식, 《정조의 생각》, 글항아리, ISBN 978-89-93905-76-2
- 김도환, 《정조와 홍대용 생각을 겨루다》, 책세상, 2012년, ISBN 978-89-7013-809-1
- 역사학회 편, 《정조와 18세기》, 푸른역사, 2013년, ISBN 978-89-94079-92-9

한국사 일반 단행본
- 이이화 (2004). 《이이화와 함께 한국사를 횡단하라》. 한길사. ISBN 89-356-5544-9.
- 한국사특강위원회, 《한국사특강》, 서울대학교출판부, 2006년, ISBN 89-7096-115-1
- 한영우, 《다시찾는 우리역사》, 경세원, ISBN 89-8341-057-4
- 《한국역사의 이해》, 계명대학교출판부, 2005년, ISBN 89-7585-068-4
- 김당택, 《우리 한국사 - 정치사중심의 새로운 한국통사》, 푸른역사, 2006년, ISBN 898778762
- 한정주, 《한국사 천자문》, 포럼, 2006년, ISBN 89-92409-02-8
- 김윤경, 《청소년을 위한 한국철학사》, 두리미디어, 2007년, ISBN 89-7715-171-6,
- 이우상 (2011). 《조선왕릉, 잠들지 못하는 역사 2》. 다할미디어. ISBN 89-89988-66-7.
- 박영규, 《한권으로 읽는 조선왕조실록》, 웅진지식하우스, 2013년, ISBN 89-01-04754-3

백과사전
- 이 문서에는 다음커뮤니케이션(현 카카오)에서 GFDL 또는 CC-SA 라이선스로 배포한 글로벌 세계대백과사전의 "실학의 융성" 항목을 기초로 작성된 글이 포함되어 있습니다.

## 주해
1. ↑  祘은 算의 이자다.(위키낱말사전 - 祘[깨진 링크(과거 내용 찾기)]) 그러나 전운옥편에는 省의 이자로 등재되어 있다.(해원출판사, 해원한한실용옥편, 1996년) 순조 때 이성보가 정조의 휘를 범한다는 이유로 이직보로 개명하였다. 조선왕조실록 순조 1권, 즉위년(1800 경신 / 청 가경(嘉慶) 5년) 8월 29일(기묘) 7번째 기사 보관됨 2013-10-05 - 웨이백 머신. 이에 대해서는 정조가 아들을 많이 낳고자 자신의 이름의 음을 성으로 바꾸었다는 주장이 있다. 김태식 기자 (2010년 10월 4일). “"정조, 아들 많이 낳으려 이름 바꿨다"”. 연합뉴스. 2010년 11월 14일에 확인함.
2. ↑  금등(金縢)은《서경(書經)》의 한 편명(篇名)으로 쇠줄로 봉한 궤짝을 말한다. 무왕이 은을 토평하고 이태 만에 편찮게 되자 주공이 제단을 만들고 조상인 태왕·왕계·문왕에게 고하여 자신이 무왕의 목숨을 대신하겠다 빌고 돌아와 그 축책을 괘에 넣어 봉했다. 그 뒤 관숙·채숙·곽숙이 주공이 조카 성왕의 자리를 노리고 있다고 유언 비어를 퍼뜨리자 주공은 동도인 낙읍으로 물러갔다. 2년 뒤 유언비어를 퍼뜨린자를 알아내어 시를 지어 금등과 함께 성왕에게 주자 성왕이 의심을 풀었다.
3. ↑  전선(傳禪) 즉 양위를 의미한다
4. ↑  사간원, 사헌부, 홍문관을 말한다
5. ↑  疏啓, 상소문과 계문. 상소문은 원칙적으로는 백성 누구나 올릴 수 있는 것이었고 계문은 관원이 올린 글이다.
6. ↑  狀牒, 지방 관리가 올린 보고서
7. ↑  廟剡. 의정부에서 천거하여 관리를 뽑는 일
8. ↑  銓郎, 조선시대 문무관의 인사행정을 담당하던 이조와 병조의 정5품관인 정랑(正郎)과 정6품관인 좌랑(佐郎)직의 통칭
9. ↑  서얼 신분을 뜻함. 유득공은 본인 스스로는 적자이나 선조 가운데 서얼 출신이 있어 서류 신분이 되었음.
10. ↑  堂下官. 조선 시대, 관계(官階)의 한 구분. 정삼품 하(下) 이하의 품계에 해당하는 벼슬을 통틀어 이르는 말이다. 문관은 통훈대부 이하 종구품의 장사랑까지, 무관은 어모장군 이하 종구품의 전력부위까지이다.
11. ↑  山林. 향학이나 서원을 중심으로 지방에 거주하던 양반 세력을 가리키는 말.
12. ↑  1797년(정조 21년) 1월 17일에 정조는 심환지에게 네 차례나 편지를 보냈는데, 저녁에 편지를 보내면서 하인이 야간 통행 금지 시간을 넘겨 문제가 되지 않을까 걱정하고 있다.
13. ↑  謝恩使. 중국의 황제에게 감사를 표할 일이 있을 때 보내던 비정기 사신
14. ↑  陳奏使. 중국의 황제에게 보고할 일이 있을 때 보내던 비정기 사신
15. ↑  돈을 납부하여 군역을 대신하는 사람들
16. ↑  나라를 다시 만들게 된 은혜
17. ↑  황제가 천지에 제사를 지내는 의식. 교제를 지낸다는 것은 스스로 황제임을 선포하는 의미를 지닌다.